# ストライクウィッチーズ
『ストライクウィッチーズ』 (英: STRIKE WITCHES) は、島田フミカネおよびProjekt Kagonish原作・角川書店（後のKADOKAWA）企画による日本のメディアミックス作品。コラム・漫画・小説・アニメなどがある。ファンからは「ストパン」や「スト魔女」などの愛称でも親しまれている。
以下、ストライクウィッチーズならびにそれらの世界観をベースにした各タイトルの総合プロジェクト「ワールドウィッチーズシリーズ」についても記載する。ストライクウィッチーズはR-15指定されたものの様々な観点からR指定作品から外れ、TVアニメは初めからR指定から外されている。

## 概要
島田がコンプエース創刊号から連載していた、大戦中の空軍・陸軍兵器を擬人化したメカ少女のイラストコラム系企画であり、当初からメディアミックス企画として展開されることを念頭に置いて立ち上げられたものである。
しかし、OVAが出たのは2007年であり、同年には島田がキャラクター原案として携わった『スカイガールズ』が先にテレビアニメ化された。『スカイガールズ』と比較して、「ストライカーユニットと呼ばれる脚に装備する機械で飛行する」という島田の独特なデザインになっている。そのためか、クレジットでも原作と表記されている。また、作品の舞台となる世界では魔法が存在し使用されている。戦闘服は軍服および普段着の上着であり、島田のデザインの特徴が表れている。
OVA版制作は発表されたものの、その後の本作アニメの制作を担うGONZOの親会社であるGDHの経営不振によるアニメ制作の方針転換の影響をまともに受ける形で、販売時期と形態について二転三転、2007年1月1日にフィギュア・イラスト集とのセット販売で「ストライクウィッチーズ 2×2+3Dボックス 〜機械化乙女秘めごとパック〜」がとらのあなで限定発売された。

### アニメ製作経緯
2007年12月、改めてアニメ製作が発表され、2008年7月より10月までテレビアニメ『ストライクウィッチーズ』全12話が放送された。その後、2010年には7月から9月まで第2期『ストライクウィッチーズ2』が放送された。2010年10月28日、ニコニコ大会議2010秋にて、劇場長篇アニメ映画『ストライクウィッチーズ劇場版』の制作決定が発表され、2012年3月17日から全国劇場公開された。
2013年10月13日には、イベント「みんながいたからデキること！ bis」にて新作OVAおよびシリーズ新テレビアニメの制作が発表。新OVA『ストライクウィッチーズ Operation Victory Arrow』は全3部作（1話約30分）のショートストーリーとして、2014年秋から2015年春まで順次劇場先行公開された。時系列は『ストライクウィッチーズ2』最終話と『ストライクウィッチーズ劇場版』の間で、テレビアニメ第2期終了後に解散し各地へ帰還した第501統合戦闘航空団のメンバーの様子を描いている。また、第三部の劇場公開3週目となる2015年5月16日から上映された緊急告知にて、シリーズ新テレビアニメの舞台が第502統合戦闘航空団「ブレイブウィッチーズ」であることが発表され、2016年10月から12月まで放送された。
2018年にはアニメ放送10周年を迎えることから、同年7月8日、イベント『ワールドウィッチーズ みんながいたからデキたこと ！〜10th Anniversary〜』にて、2019年にはコミック『ストライクウィッチーズ 501部隊発進しますっ!』のアニメ化、2020年に新作テレビアニメ『第501統合戦闘航空団ストライクウィッチーズ ROAD to BERLIN』の放送、『連盟空軍航空魔法音楽隊ルミナスウィッチーズ』のグループデビューと2021年テレビアニメ放送が発表された。同時に「ルミナスウィッチーズ」に関しては、アニメ放送に先駆け2019年にアイドルグループとしてデビューする事も発表された。

## 評価
アニメ版は平成20年度第12回文化庁メディア芸術祭アニメーション部門
審査委員会推薦作品に選ばれている。

## ストーリー
魔力が存在する世界の20世紀初頭、突如出現した異形の敵「ネウロイ」の圧倒的な戦力と瘴気の汚染による大陸侵略が進んでいた。人類は唯一の希望として、魔導エンジンを搭載し、魔力によって駆動する「ストライカーユニット」を唯一駆ることのできる魔力を持つ少女「魔女（ウィッチ）」と、航空用ストライカーユニットで編成した初の統合戦闘航空団「機械化航空歩兵（ストライクウィッチーズ）」に望みを託した。
以下は、主なストーリーを劇中の時系列順に沿って記述する。

### 漫画「ストライクウィッチーズ零（ぜろ）1937 扶桑海事変」
1937年、第一次ネウロイ大戦終結より20年近く経た時代。扶桑皇国近海にはウラル山脈方面から出現するネウロイがたびたび飛来するようになっていた。舞鶴の講道館道場にて剣を学ぶ12歳の少女、坂本美緒は、自らの能力「魔眼」の力を御することができずにいた。やがて師匠・北郷章香の教えのもとに迷いを絶ち、ウィッチとなる決意をした彼女は仲間と共に扶桑の守りにつく。そこで出会う陸軍のウィッチたちと切磋琢磨しつつ次第に成長していく美緒。だが、戦いはやがて激しさを増し、後に「扶桑海事変」として語られる総力戦に雪崩れ込んでいく。

### 小説「スオムスいらん子中隊シリーズ」
1939年、ネウロイの攻撃により欧州本土が危機に晒されるなか、戦場から遠く離れた扶桑皇国では陸海軍のウィッチを義勇兵として派遣することになった。皇国近海で起こったネウロイによる襲撃事件「扶桑海事変」において活躍し、国民的英雄となった陸軍のウィッチ・穴拭智子は、欧州カールスラントへの派遣を前に意気上る心境でいた。しかし、彼女が送り込まれたのは、欧州の辺境・スオムスであった。そのほかにも本来の所属国で活躍できず、つまはじき同然の扱いでやってきた、実力もやる気も半人前のウィッチたちの寄せ集め集団「いらん子中隊」こと「スオムス義勇独立飛行中隊」は、さまざまな問題を抱えながらもネウロイの脅威に立ち向っていく。

### 漫画・小説「アフリカの魔女」シリーズ
1942年、ネウロイは人類側の抵抗の薄い西アジアから北アフリカへ侵攻し、スエズ運河が陥落。さらに地中海南方から欧州が脅かされる危険も生じていた。人類側はカールスラント・ロマーニャ・ブリタニア・リベリオン・扶桑の各陸軍による防衛戦を構築し、北アフリカの防衛とスエズ運河の奪還を目指していた。灼熱の太陽に照らされる荒野の只中で、第31統合戦闘飛行隊「ストームウィッチーズ」（小説版では部隊名はアフリカ）を中心とする人類連合軍アフリカ軍団の奮戦と、ウィッチや彼女らを支える男たちの戦いが群像劇として描かれる。

### テレビアニメ「ストライクウィッチーズ」
1944年、既に欧州本土の大半がネウロイの勢力に落ちてしまっていた。世界各国は事態の打開を図るために一大反攻作戦を計画。そのための戦力の一環として連合軍第501統合戦闘航空団「ストライクウィッチーズ」を組織し、各国のトップエースや将来有望な若いウィッチを招聘することとなった。そんな中、扶桑皇国の一女学生であった宮藤芳佳は、その類い希なるウィッチとしての素質を見込まれて「ストライクウィッチーズ」の戦闘隊長・坂本美緒にスカウトされる。父親の死のトラウマから戦いを嫌い当初は入隊を拒んだ芳佳だったが、戦火の中で人々を守るために自分の果たすべき役割を悟り、父親の遺産とも言えるストライカーユニットと共に戦列に加わることとなった。

### テレビアニメ「ブレイブウィッチーズ」
1944年9月、第501統合戦闘航空団の活躍によりガリア共和国上空のネウロイの巣は消滅し、これを機に連合軍は本格的に欧州中央から東部への反攻作戦を計画。オラーシャ帝国ペテルブルグに基地を構える、第502統合戦闘航空団「ブレイブウィッチーズ」にも出撃命令が下されようとしていた。いっぽう、姉に憧れてウィッチを目指す飛行学生・雁淵ひかりは、魔法力に劣る身ながら努力と意地で欧州スオムス派遣の任務を勝ち取る。しかし派遣途上の戦闘で「ブレイブウィッチーズ」に派遣予定の姉が負傷し、代わって部隊に参加し、北辺のオラーシャで激戦へと身を投じることとなる。

### テレビアニメ「ストライクウィッチーズ2」
1945年春、第504統合戦闘航空団による人型ネウロイとのコミュニケーション実験が行われているヴェネツィア上空に、突如巨大なネウロイの巣が新たに出現し、以前のネウロイの巣は破壊されてしまい、人類は再びネウロイとの戦争を余儀なくされてしまう。第501統合戦闘航空団解散と共に除隊して扶桑皇国に戻っていた芳佳は中学校を卒業し、診療所を継ぐことを決めていたが、そこに亡くなったはずの父親からの2通目の手紙が届く。手紙のことで美緒を訪ねた芳佳は、欧州で緊急事態が発生したことを伝えるリネットからの無線を聞くが、一度は美緒にお前はもはや軍人ではないとして追い返されてしまう。その後、美緒が飛行艇で欧州へ向かうことを知った芳佳はストライカーユニットを装着し、美緒を説得して合流すると、再び欧州へ向かうのだった。

### 小説「ノーブルウィッチーズ」
1945年、黒田公爵家の血に連なる分家の娘である黒田邦佳は、第506統合戦闘航空団に参加するために本家の養子となった。彼女が着任したガリアの地には、対ネウロイ戦の勝利後を睨んださまざまな勢力の政治的思惑が渦巻いていた。ネウロイ防衛に集中することも許されず、彼女ら「ノーブルウィッチーズ」は自由ガリア政府と王党派という国家を二分する対立の中に否応なく巻き込まれてゆく。だが、そんなことより目の前の銭が最大の関心事の邦佳は、持ち前のバイタリティで身に降りかかる火の粉の如き状況をウィトゲンシュタインら仲間たちとともに乗り越えていく。

### ストライクウィッチーズ 劇場版
第501統合戦闘航空団が本格的に解散し、魔力を失った芳佳は扶桑皇国で医学校への入学を目指して勉学に励んでいた。ロマーニャ解放後の1945年、扶桑皇国のウィッチ服部静夏軍曹が美緒の命を受けて現れ、欧州のヘルウェティア医学校からの招聘状を渡し、芳佳が留学するときには欧州まで護衛として自分が付き添うよう、指示されていることを話す。最先端の医学が学べると意欲を燃やす芳佳は留学を決意し、軍医少尉相当として現役復帰すると、静夏と共に欧州へ向かう。一方、ガリアが解放され、ヴェネツィアのレガタ・ストリカの再開が予定されるなど、小康状態にある欧州では、国境警備で確認されない不審なネウロイが現れていた。

### テレビアニメ「ストライクウィッチーズ ROAD to BERLIN」
1945年秋、ベルリン上空にあるネウロイの巣を破壊すべく、ベルリン奪還に向けた大規模な反攻作戦が行われようとしていた。一方、ヘルウェティアの医学校に短期留学をしていた芳佳の元に美緒が訪れる。そんな中、芳佳の学友・アルテアの父が搭乗する戦艦が謎の氷山に襲われていることを知り、芳佳が急行すると氷山の正体はネウロイと判明。集結した元501によってネウロイは倒されたが、アントウェルペンの港湾施設が破壊され、予定された反攻作戦が延期となる。第501統合戦闘航空団が再結成され、新たに静夏が加わるが、芳佳に予期せぬ異変が発生する。

## 登場人物

### 「ストライクウィッチーズ」シリーズのメインキャラクター
- 宮藤芳佳（声 - 福圓美里）
- 坂本美緒（声 - 千葉紗子〈第1期〉、世戸さおり〈第2期以降〉）
- リネット・ビショップ（声 - 名塚佳織）
- ペリーヌ・クロステルマン（声 - 沢城みゆき）
- ミーナ・ディートリンデ・ヴィルケ（声 - 田中理恵）
- ゲルトルート・バルクホルン（声 - 園崎未恵）
- エーリカ・ハルトマン（声 - 野川さくら）
- フランチェスカ・ルッキーニ（声 - 斎藤千和）
- シャーロット・E・イェーガー（声 - 小清水亜美）
- サーニャ・V・リトヴャク（声 - 門脇舞以）
- エイラ・イルマタル・ユーティライネン（声 - 大橋歩夕）
- 服部静夏（声 - 内田彩） - 劇場版で初登場。『ROAD to BERLIN』からメンバーに加わった[13]。

### 「ブレイブウィッチーズ」シリーズのメインキャラクター
- 雁淵ひかり（声 - 加隈亜衣）
- 雁淵孝美（声 - 末柄里恵）
- 管野直枝（声 - 村川梨衣）
- ニッカ･エドワーディン･カタヤイネン（声 - 高森奈津美）
- ヴァルトルート･クルピンスキー（声 - 石田嘉代）
- アレクサンドラ･I･ポクルイーシキン（声 - 原由実）
- ジョーゼット･ルマール（声 - 照井春佳）
- 下原定子（声 - 水谷麻鈴）
- エディータ･ロスマン（声 - 五十嵐裕美）
- グンドュラ･ラル（声 - 佐藤利奈）

## 用語
ウィッチ（魔女）
「魔法力」と呼ばれる力を扱うことが出来る少女たちの総称。
もともとの生身での魔法力の利用はシールドの使用や箒による飛行が可能という程度だが、古代からたびたび出現する「怪異」に対して有効な力であり、作中では魔法力を増幅させる「ストライカーユニット」と呼ばれる機械や魔法力により強化された武器（銃器・刀剣など）を用いて怪異の一種である「ネウロイ」と戦っている。原則として魔法力を持つのは10代までの少女であり、20歳前後から減退をはじめ、しだいに戦闘が困難になりウィッチではなくなる。減退には個人差があるものの食い止めることは出来ないが、後年まで魔法力を維持し続けられるほど強力な魔法力を持つ特殊な家系もごく例外的に存在する。特にシールドが弱体化するために前線を退く（飛行能力はある程度残るため、テストパイロットなどとして飛び続ける場合もある）。
通常、ネウロイと戦うウィッチは各国の軍隊に所属する軍人であり、空戦ウィッチ（航空歩兵）と陸戦ウィッチ（装甲歩兵）に分かれ、いずれも軍曹以上の階級を得ている。これは標準的な航空ウィッチが戦力として1人が戦闘機一個中隊（中隊長は中尉）に相当すること、ウィッチが志願制の職業軍人であること、10代の少女が一般兵士から理不尽な扱いを受けないようにする必要性といった要素などを勘案して設定されたもので、戦闘可能な期間も短いことから昇進速度や士官教育にも優遇措置が設けられている。
使い魔
ウィッチと契約した動物の精霊。魔法力の使用において、魔法力の強化やコントロールのサポートを行う重要なパートナーであり、ウィッチが魔法力を使用する際に発現させる獣耳・尻尾などはこの使い魔に由来する。種族は哺乳類や鳥類など多彩で、人語を解したり主人とコミュニケーションできる存在もいるが、契約の詳細や使い魔そのものの原理は不明な点が多い。
アニメシリーズやコミックなどほとんどのメディア展開では存在が示唆されるのみ（「ストライクウィッチーズ」シリーズなどのアニメではキャラクターの煩雑化を避けるためオミットされている）だが、「ルミナスウィッチーズ」では重要な存在として映像中にも登場する。使い魔・精霊を視認できるのはウィッチのみである。
固有魔法
ウィッチの中でもごく一部が持つ特殊能力。治癒、魔眼、加速など、ウィッチによってさまざまな能力がある。体系的な研究はいまだ及んでおらず、大まかに「感知系」「攻撃系」「念動系」の種別が考えられ、感知系に魔眼や全方位広域探査、攻撃系に雷撃（電撃）など、念動系に怪力や加速などが分類されているが、分類困難な固有魔法や同じ能力が違う形で使用されているために別のものとして扱われているという可能性もあり、詳細は不分明な点が多いとされる。
ナイトウィッチ
ウィッチのなかでも、夜間飛行を専門とするスペシャリストを指す。ナイトウィッチは広域探査、レーダーなど夜間飛行・夜間哨戒向きの固有魔法を持つウィッチで構成され、もっぱら魔法力によるレーダーのようなアンテナ（「魔導アンテナ」あるいは「魔導針」と呼ばれる）を頭部に発現させることによって電波・魔導波などにより日光のない夜間にもネウロイの存在を探知する技術を持つ。電波による音声の受発信も可能で、遠方のナイトウィッチとの交信やラジオ放送も行っている。
魔導針そのものは物理的な実体をもたない補助魔法で、扶桑皇国で開発された八木・宇田式呪術陣をもとに、カールスラントとリヒテンシュタイン式魔導針、ブリタニアではAI式魔導針が開発されナイトウィッチに使用されている。
こうした魔導針の技術を持つウィッチは希少であり、夜間視の魔眼など他の固有魔法を持つウィッチによる代用や、ストライカーユニットへの人工魔導アンテナ搭載の研究が行われるようになっている。カールスラントなどでは、早いうちからナイトウィッチを中心とした専門の夜戦部隊を編成し防衛戦闘に投入している。
ストライカーユニット
魔法と科学（内燃機関）を融合させ、魔法力を増幅する「魔導エンジン」を備えた機械で、通常より強力なシールドの使用や攻撃力の増加が可能となる。飛行用と地上用が存在する。
空戦用ストライカーユニットは両脚に装着してウィッチの単独飛行を可能とするもので、内部には魔導エンジンが納められており、両脚は装着部から異空間に収納されて保護されている。作中では、左右のユニット先端から実体を持たない呪符をプロペラ状に展開し回転させることで大気中のエーテルを撹拌して揚力と推進力を得る方式がもっぱらだが、推進効率の限界から取り込んだエーテルを圧縮・噴出させる噴流式の開発が進められており、作中にも実験機として登場する。
もともとウィッチは箒により飛行することができたが、蒸気機関による魔法力の増幅、魔法力による動力式飛行機械の開発といった経緯を経て、箒を大型化し魔法力を増幅する機械を搭載した乗り物が誕生。1914年に勃発した世界的な「怪異」との戦いで活用されて技術が発展し、動力機関を内蔵するバックパックや外部艇体を携行する必要があった時代を経て、1930年代に宮藤一郎博士により脚部に動力機関を収納する現行方式のストライカーユニットが誕生した。
装甲歩兵が用いる地上用については、飛行能力を持たない分、武装と装甲に優れる。
ネウロイ
太古から「怪異」と呼ばれてきた人外の脅威で、通常兵器の攻撃では十分な効果が得られず、ウィッチの魔法がもっとも効果的な対処手段となる。
もともと生物的な形状だったが、1914年の大戦以降は金属的な形状をするようになり、「ネウロイ」と呼称されるようになった。様々な種類があり、独自の戦略も見受けられるが、その目的はいまだに解明されていない。
アニメを始めとする多くのメディア展開では映像面の都合もあって黒色中心の外見をしているが、1940年代より前には銀色のものが主流で、当時を舞台とする作品には銀色のネウロイも登場する。
統合戦闘航空団・統合戦闘飛行隊
人類の各国軍からなる連合軍（統合軍・連盟空軍）のもと、エース級の航空ウィッチを集めた独立の多国籍航空ウィッチ部隊。統合戦闘航空団（JFW）と統合戦闘飛行隊（JFS）の二種が存在する。「スオムスいらん子中隊」シリーズで登場したスオムス義勇独立飛行中隊（いらん子中隊）の設立がきっかけに各戦域に設立され、制度が整えられた。
統合戦闘航空団（Joint Fighter Wing）
統合戦闘航空団は500番台のナンバーを付与される。現在存在が明らかになっているのは以下の部隊。
第501統合戦闘航空団（ストライクウィッチーズ）
アニメ「ストライクウィッチーズ」シリーズのメインとなる部隊。
ブリタニア連邦で結成された最初の統合戦闘航空団で、ブリタニアの防衛を担ったが、TVアニメ『ストライクウィッチーズ』における1944年のガリア解放に伴い解散した。　
TVアニメ『ストライクウィッチーズ2』ではヴェネツィアにおける巨大なネウロイの巣発生に伴いロマーニャ公国に再結成され、同ネウロイの巣の破壊によって解散した。
TVアニメ『ストライクウィッチーズ Road to Berlin』においては、カールスラント反攻のためにネーデルラントに再々結成された。
第502統合戦闘航空団（ブレイブウィッチーズ）
アニメ『ブレイブウィッチーズ』などのメインとなる部隊。オラーシャ帝国ペテルブルグに基地を置き、オラーシャとスオムスを結ぶネウロイの進撃路をおさえる東部戦線の反攻部隊。
第503統合戦闘航空団（タイフーンウィッチーズ）
オラーシャ帝国チェリャビンスクとサマーラに基地を置き、ウラル方面の防衛の要を担っている。
第504統合戦闘航空団「スクトゥム」（アルダーウィッチーズ）
コミック『ストライクウィッチーズ 紅の魔女たち』のメインとなる部隊。ロマーニャ公国北部に基地を置き、ロマーニャ・ヴェネツィア方面の反攻を担う。
第505統合戦闘航空団（ミラージュウィッチーズ）
オラーシャ帝国バクーに基地を置き、黒海周辺諸国のウィッチを中心に、カフカス山脈南方の防衛を担う。
第506統合戦闘航空団（ノーブルウィッチーズ）
小説「ノーブルウィッチーズ」シリーズのメインとなる部隊。1944年に解放されたガリア共和国の防衛に設置され、貴族ウィッチで構成されるA部隊がセダンに、リベリオン軍のウィッチからなるB部隊がディジョンに駐留する。
第507統合戦闘航空団「オーロラ」（サイレントウィッチーズ）
スオムス義勇独立飛行中隊（いらん子中隊）の後身。スオムス南部に基地を置き、スオムス方面の防衛を担う。
第508統合戦闘航空団（マイティウィッチーズ）
空母機動部隊型の統合戦闘航空団。基地であるエンタープライズ、ヴィクトリアス、翔鶴の3空母を中核に各国の護衛艦艇から構成され、欧州での上陸支援を主任務とする。
以上のほか、アプリゲーム『ワールドウィッチーズ UNITED FRONT』において、異世界に転移したウィッチが結成した部隊として「第509統合戦闘航空団」が登場する。
統合戦闘飛行隊（Joint Fighter Squadron）
統合戦闘飛行隊は十の位が地域・用途を示す二桁番号が振られ、以下に記載するほかにも多数が存在するとされる。
第31統合戦闘飛行隊「アフリカ」（ストームウィッチーズ）
小説・コミック「ストライクウィッチーズ アフリカの魔女」シリーズのメインとなる部隊。ハンナ・ユスティーナ・マルセイユを中心として結成され、北アフリカの防衛にあたる。
連盟空軍第72統合戦闘飛行隊航空魔法音楽小隊「ルミナスウィッチーズ」
特別用途となる70番台を割り振られている、音楽隊兼広報担当となる部隊。ブリタニアの戦いで義勇兵として参加した元ウィッチであるグレイス・メイトランド・スチュワードを発案者および、隊長兼プロデューサーとして運用する。

## 国・地域
この物語における国家の版図は、現実での1930年代から1940年代に近い設定になっているが、国名は古代の属州名に由来しているものが多い。地理的にも現実世界と似たものになっているが、アメリカ大陸にあたるリベリオン大陸は星型の大陸となっている。また、中国と中近東のうちイラン・イラクにあたる部分はそっくり存在せず、巨大な湾となっている。しかしテレビアニメ版では、現実世界と同様にこれらの地域が存在しており、小説版とテレビアニメ版では少し世界図が違う。
帝政カールスラント
欧州中央部に位置する大国で、実在のドイツ帝国に類似した領域を持つ。
早くからネウロイとの戦闘を続けており、その陸軍力は欧州随一を誇る。今次大戦においても人類連合軍側の中心的な戦力となっている。しかし、アニメ版開始の時点では国土のほとんどがネウロイの勢力下に落ちてしまい、多数の国民、皇帝一家、技術者や産業が南リベリオン大陸の南端にあるノイエ・カールスラントに疎開することになった。常に準戦闘状態にある軍事国家であり、軍人の地位は高い。同時に凝り性の民族性を持ち、現皇帝フリードリヒ四世の新しい物好きな気性もあって、高い技術によって数多くの高性能な兵器を生産している。大規模な撤退戦「ビフレスト作戦」以降、残存兵力を集結させて奪還作戦を繰り広げている。
ガリア・ヴェネツィア解放後もネウロイの手に落ちていると考えられるが、劇場版ではライン川西岸のラインラントが解放されて人が居住しているような描写がある。
1946年に実施されたベルリン奪還作戦「オペレーション・サウスウィンド」で、第501統合戦闘航空団「STRIKE WITCHES」の活躍によりネウロイの巣「ウォルフ」が撃破されてベルリンが解放される。だが、南部に別のネウロイの巣が存在し、完全に奪還されていない。
ブリタニア連邦
欧州の北西にある海洋国家の島国で、実在のグレートブリテン及びアイルランド連合王国およびイギリス連邦に類似した領域を持つ。
早期から海洋貿易に特化し、大西洋からインド連邦までの貿易をほぼ独占している。扶桑皇国とは貿易権益をめぐって衝突したこともあったが、現在は親密な同盟国家である。世界一の海軍力を有しているが、その戦力は戦艦中心であり、航空歩兵用の航空母艦は少ない。欧州本土からはドーバー海峡を隔てているため、欧州での人類側のネウロイに対する反攻拠点となっている。第501統合戦闘航空団が基地を置いていたが、ガリアからネウロイを消滅させた後は解散した。その後はネウロイの侵入を許していない。
ファラウェイランド
リベリオン大陸北部のブリタニア連邦の加盟国で、オラーシャに次いで世界第2位の国土面積を誇る。実在のカナダ（カナダ連邦）に類似した領域を持つ。
ブリタニアの連邦に属し、この地の出身のウィッチが多数欧州本土の戦地に赴いている。その一方、本国で航空歩兵の訓練施設に入れなかった者が、この国でウィッチとしての訓練を受けたのち、ブリタニア軍に入隊する例も多い。ネウロイには侵入されていない。
扶桑皇国
ユーラシア大陸の東にある島国で、実在の日本ないし大日本帝国に類似した領域を持つ。
現実の日本とは異なり、16世紀に天下統一が実現した安土時代以降鎖国することなく海外進出を積極的に行い、早期に海洋貿易国家に成長した。太平洋からインドまでの貿易をほぼ独占し、海洋国家としてブリタニアと並び称されるまでになっている。また安土時代には太平洋上にパシフィス島（扶桑名：南洋島）と言う新島が発見された。扶桑本土よりも大きく、しかもほぼ無人の地域であったこの島には有力大名が入植し、現在では扶桑の重要な資源供給地になっている。貿易の必要上、素材を高度に加工する技術が発達し、小型で高付加価値・信頼性の高い工業製品を多数開発・生産している。海上防衛に重点をおいた海軍力を有し、多数の航空歩兵用の航空母艦を持つ。国旗・国籍マークに月輪紋、国章に八重桜紋と酷似した意匠がみてとれる。なお、軍の指揮系統は日本軍同様に指揮権を議会は持たず、皇室が有している。戦時にその名代が皇室によって定められると、その人物が軍内で如何な階級であろうと委譲された範囲内であるが、高度な指揮権を一時的に行使できる。
リベリオン合衆国
北リベリオン大陸中央に位置する大国家で、実在のアメリカ合衆国に類似した領域を持つ。
諸民族の融合国家であり、世界の縮図とも言える社会を築いている。工業化が進んでおり、巨大な生産力を誇り、世界一の軍事・生産大国である。広大な国土を生かしての自給自足が可能であり、本土が戦場から遠いこともあって、欧州戦線への軍事物資の供給源となっている。ブリタニア・扶桑と共同で、欧州への上陸部隊である第508統合戦闘航空団を空母上に結成している。
ロマーニャ公国
欧州南部にある半島の西部、南部に位置する国家で、実在のイタリア王国南部に類似した領域を持つ。
黒海、地中海方面の戦線に参加している。古来より神殿などウィッチ養成学校が多々存在しており、優秀なウィッチを輩出しているが、基本的に個人主義の国家であり集団戦には向いていない。ことに女性関係には熱心な男が多い国民性ゆえか、一般兵がウィッチを口説こうとするなど世界各地で問題が発生した。ガリア解放まではアルプス山脈を防衛線としており、ネウロイと激戦を繰り広げていた。
1945年に新たな大規模なネウロイの巣の出現により配置されていた第504統合戦闘航空団が壊滅、北部が飲み込まれた。（第2期）だが、同年7月、再結成された連合軍第501統合戦闘航空団「STRIKE WITCHES」の活躍によりネウロイの完全消滅が確認され、その脅威は祓われた。ネウロイ消滅に伴い第501統合戦闘航空団は解散、防空の任は再編された第504統合戦闘航空団へ移管された。
オラーシャ帝国
欧州最東端の国家。実在のソビエト連邦ないしロシア帝国に類似した領域を持つ。
1939年のネウロイの侵攻によって、ウラル川地域より東と、中東方面に分断してしまった。扶桑皇国の支援を受けながら、ペテルブルグに第502統合戦闘航空団、チェリィビンスクに第503統合戦闘航空団と二つの統合戦闘航空団を抱えており、東部戦線での主戦力となっている。1945年3月、第502統合戦闘航空団「BRAVE WITCHES」の活躍によりネウロイの巣グリゴーリの完全消滅が確認された。
オストマルク
欧州南東部に位置する多民族国家で、実在のオーストリア＝ハンガリー帝国（現在のポーランド、チェコ、スロバキア、オーストリア、ハンガリーの占める地域）に類似した領域を持つ。
長らくネウロイとの緩衝地帯であったが、その防衛力は低く、カルパティア山脈の地形を頼りに防衛線を築いていた。諸国からの援軍による国境監視部隊が駐留し、ネウロイに睨みを利かせていたが、今回の戦役で真っ先に侵攻を受けて国土が蹂躙されてしまった。
ガリア共和国
欧州中央西端にある国家で、実在のフランス共和国に類似した領域を持つ。
温和な農業国であり、軍事的戦力と戦意は低い。今次大戦の開戦当初はむしろ農業力を活かして、欧州戦線への後方からの食料援助を中心とした役割を負っていた。しかし、南方の一部分を除いてほぼ全ての国土がネウロイに制圧されてしまった。この時にカールスラントのような組織的撤退が行えなかったため、亡命政府が錯綜して存在することになり、一部はヒスパニア、一部はブリタニア、さらにコルシカ島や南リベリオンにまで拡がっている。
1944年9月、連合軍第501統合戦闘航空団「STRIKE WITCHES」の活躍によりネウロイの完全消滅が確認され、人類の手に戻った。
スオムス共和国
北欧の小国で、実在のフィンランド共和国に類似した領域を持つ。
北方での欧州戦役の最前線である。人口が少なく、武装面でも極めて貧弱な軍隊しか持たないが、優秀な航空歩兵を多数輩出し、各国からの義勇軍や軍事物資の援助を受けており、第507統合戦闘航空団が存在しネウロイに対抗する北部戦線の最前線となっている。
また、スオムスでは風呂よりサウナが主流。
ヴェネツィア公国
欧州南部の半島の北東部とアドリア海周辺に位置する。実在のヴェネツィア共和国およびヴェネツィア領ダルマティア（ユーゴスラビア）に類似した領域を持つ。
地中海交易の拠点であり、海洋貿易を中心に成り立つ国家だが、ブリタニアと扶桑の勢力拡大に伴って国力は低下しつつある。それでも優秀な海軍力を保持し、黒海・地中海方面での欧州最大の戦力となっている。
1945年に新たな大規模なネウロイの巣の出現により、首都ヴェネツィアが陥落してネウロイの勢力下に置かれてしまった。しかし、同年7月、連合軍第501統合戦闘航空団「STRIKE WITCHES」の活躍によりネウロイの完全消滅が確認され、人類の手に戻った。
ヒスパニア
欧州西端のイベリア半島に位置する国家で、実在のスペインに類似した領域を持つ。
1936年に小規模な怪異による侵攻を受けたことがあるが、ガリアがネウロイに侵攻された後も、国境に位置するピレネー山脈のおかげで比較的平穏を保っている。ガリアの亡命政府の一つも存在する。
ヘルウェティア連邦
欧州中央の山岳国家で、実在のスイス連邦に類似した領域を持つ。
アルプス山脈がネウロイに対する天然の要害の役目を果たし、ヴェネツィア・ロマーニャ軍による欧州南方の防衛線が引かれている。
ダキア
黒海北西に存在する国家で、実在のルーマニア王国に類似した領域を持つ。
1939年に突如出現したネウロイにより首都ブカレストを占領された。これがオストマルク陥落と、長年に渡る欧州における世界大戦の端緒となった。
ベルギカ王国
欧州北西部に存在する国家で、実在のベルギーに類似した領域を持つ。
501解散後にミーナ達が駐屯していたサン・トロン基地や統合軍の最重要拠点・アントウェルペンがある。
ネーデルラント
欧州北西部に存在する国家で、実在のオランダに類似した領域を持つ。
デン・ヘルダーにカールスラント奪還のために再結成された連合軍第501統合戦闘航空団「STRIKE WITCHES」が駐屯している。
アフリカ
地中海を挟んでヨーロッパの南に位置する広大な大陸で、実在のアフリカに類似した領域を持つ。
キュレナイカの都市トブルクが堅固な要塞と最大の港を持っている他、空港までも備えているためブリタニア・カールスラント・ロマーニャ軍により結成された「人類連合軍アフリカ軍団」の拠点となっている。主にハルファヤ峠付近で激しい攻防戦が繰り広げられている。
広大な砂漠という地形のため、一般兵も交えた陸戦部隊（一般兵およびウィッチ）、航空部隊の大部隊で交戦を行っている。

## アニメ

### ストライクウィッチーズ
OVAが2007年1月1日にストライクウィッチーズ 機械化乙女秘メ事パックの付録アニメDVD（OAD）として発売された。本編約9分 + 特典映像「宮藤とリネットのウィッチーズ基地探訪」。劇中セリフがあるのは芳佳・美緒・リネット・ペリーヌ・ミーナの5人のみで、ネウロイとの戦闘シーンもない（実弾は使っているが隊内の模擬戦のみしか描かれていない）など、パイロットフィルム的要素が強い。
テレビアニメ放映直前の2008年4月10日より5月5日まで、既に決定している声優以外に、その時点で出演は決定している6名の声優、門脇舞以・小清水亜美・斎藤千和・園崎未恵・仲井絵里香・野川さくらの担当キャラ（エーリカ・ハルトマン、ゲルトルート・バルクホルン、シャーロット・E・イェーガー、フランチェスカ・ルッキーニ、サーニャ・V・リトヴャク、エイラ・イルマタル・ユーティライネンの6人）を当てるクイズ企画「機械化乙女、秘め声クイズ」が公式サイトにて実施された。
テレビアニメ第1期『ストライクウィッチーズ』は、2008年7月から9月までUHFアニメ枠「アニメスピリッツ」にて放送された。ナレーターは宮藤一郎博士役の郷田ほづみ。全12話。SD制作である。2010年6月にBD-BOXが発売され、同年7月にDVD-BOXが発売された。キャッチフレーズは「守りたいから私は飛ぶ!!」。
テレビアニメ第2期『ストライクウィッチーズ2』は、2010年7月から9月までテレ玉ほか独立UHF局、BS日テレにて放送された。全12話。第1期の制作会社はGONZOだったが、この第2期ではAICスピリッツに変わった。また第1期の坂本美緒役の声優は千葉紗子だったが、この第2期より世戸さおりに変わった。第1期と違いHD制作である。2012年3月にBD-BOXが発売された。キャッチフレーズは「かなえたいから私は飛ぶ!!」。
アニメ映画『ストライクウィッチーズ 劇場版』は、2012年3月17日から全国24スクリーンで公開された。キャッチフレーズは「還りたい空（ばしょ）がある…」。EDの最後に「つづく」の文字が表示されており、2013年10月13日の「みんながいたからデキること！ bis」にて、この劇場版の次回作のOVA「Oparation Victory Arrow」およびストライクウィッチーズシリーズの新テレビアニメの制作が発表された。
OVAとしては第2弾となる『ストライクウィッチーズ Operation Victory Arrow』（ストライクウィッチーズ オペレーション・ビクトリー・アロー）は、全3巻のOVAで、2014年12月から2015年7月にかけて発売された。1話約30分。テレビアニメ第2期最終話と劇場版の間の話で、テレビアニメ第2期終了後に解散し各地へ帰還した第501統合戦闘航空団のメンバーの様子を描いている。キャッチフレーズは「もっと強く、もっと速く」。
2017年2月24日にテレビアニメ第1・2期、OVA全3話、劇場版を収録した『ストライクウィッチーズ コンプリート Blu-ray BOX』が発売。
テレビアニメ第3期『ストライクウィッチーズ ROAD to BERLIN』は、2020年10月から12月までTOKYO MXほかにて放送された。キャッチフレーズはTV放送前が「勇気はある、翼はどうだ」、放送開始後は「それでも私は守りたい」。ナレーターは1期と同様に宮藤一郎博士役の郷田ほづみが務める。

#### 劇場版
ライブストリーミングサイト「ニコニコ生放送」で2010年10月28日にて行われた『ニコニコ大会議2010秋〜それはロックか?〜』内にて、角川グループホールディンクス会長自らが発表した。また、公式サイトにおいても劇場版の制作が決定されたと掲載された。その後、2011年8月12日のコミックマーケットにてポスターが公開され、2012年3月17日に封切りされた。内容は完全新作となっており、劇場版公式サイト のトップページにあるシルエット画像には第501統合戦闘航空団の11人に加え、新キャラクターとして1人追加された。担当声優はTV第2期と同じで、新キャラの声優は公開直前まで公表されなかった。また他作品に登場していたワールドウィッチーズたちもゲスト出演している。主人公たちのあきらめない姿勢や迫力のある戦闘シーンがファンに評価され、ぴあ初日満足度ランキング（ぴあ映画生活調べ）では第2位となった。興行収入は2億3000万円。
2012年4月には、設定資料集である「ストライクウィッチーズ 劇場版 オフィシャルファンブック コンプリートファイル」（角川書店　ISBN 978-4041101728）が発売されている。映画本編ではストーリー上の空白となっている、エイラとサーニャが巨大な物体と出会ってから大和に上船し出撃するまでの経緯も、本書で言及されている。
入場者特典として、週代わりで3月17日からChaos TCG宮藤芳佳、24日からChaos TCG服部静夏、31日から応援画集上巻、4月7日から応援画集下巻が配布された。また、公開日以降に追加された新規上映館限定でオリジナルステッカーが配布された。
2012年10月26日にブルーレイ・DVDが発売された。

#### スタッフ
|                             | OVA第1作                           | TV第1期                         | TV第2期                         | 劇場版                          | OVA第2作                        | TV第3期                                                                              |
| --------------------------- | ---------------------------------- | ------------------------------- | ------------------------------- | ------------------------------- | ------------------------------- | ------------------------------------------------------------------------------------ |
| 原作                        | 島田フミカネ & Projekt Kagonish    | 島田フミカネ & Projekt Kagonish | 島田フミカネ & Projekt Kagonish | 島田フミカネ & Projekt Kagonish | 島田フミカネ & Projekt Kagonish | 島田フミカネ & Projekt Kagonish                                                      |
| キャラクター原案            | 島田フミカネ                       | 島田フミカネ                    | 島田フミカネ                    | 島田フミカネ                    | 島田フミカネ                    | 島田フミカネ                                                                         |
| 監督                        | 杉島邦久                           | 高村和宏                        | 高村和宏                        | 高村和宏                        | 高村和宏                        | 高村和宏                                                                             |
| アニメキャラデザイン        | しんごーやすし                     | 高村和宏                        | 高村和宏                        | 高村和宏                        | 高村和宏                        | 高村和宏                                                                             |
| シリーズ構成                | 杉島邦久                           | ストライカーユニット            | ストライカーユニット            | ストライカーユニット            | ストライカーユニット            | ストライカーユニット                                                                 |
| 軍事考証・世界観設定        | 鈴木貴昭                           | 鈴木貴昭                        | 鈴木貴昭                        | 鈴木貴昭                        | 鈴木貴昭                        | 鈴木貴昭                                                                             |
| 副監督                      |                                    | 八谷賢一                        | 八谷賢一                        | 八谷賢一                        |                                 | 高橋秀弥（シリーズディレクター）                                                     |
| メカデザイン                | 村田護郎（銃器）                   | 寺尾洋之（メカ総作監を兼任）    | 寺尾洋之（メカ総作監を兼任）    | 寺尾洋之（メカ総作監を兼任）    | 寺尾洋之（メカ総作監を兼任）    | 鷲尾直広（ネウロイ）                                                                 |
| カラーデザイン （色彩設計） | 甲斐けいこ                         | 甲斐けいこ                      | 甲斐けいこ                      |                                 |                                 | 大西峰代                                                                             |
| カラーデザイン （色彩設計） | 池田ひとみ                         |                                 |                                 |                                 |                                 | 大西峰代                                                                             |
| 美術監督                    | 佐々木洋                           | 小倉宏昌                        | 松本浩樹                        | 松本浩樹                        | 市倉敬                          | 伊東広道                                                                             |
| 撮影監督                    |                                    | 江間常高                        | 林コージロー                    | 林コージロー                    | 林コージロー                    | 松本乃吾                                                                             |
| 3D監督                      | 下山博嗣                           | 下山博嗣                        | 下山博嗣                        | 下山博嗣                        | 塩野英光                        | 石井規仁（CG統括ディレクター） 中園麻衣（CGディレクター） 柴山一生（CGディレクター） |
| 編集                        | 肥田文                             | 三嶋章紀                        | 三嶋章紀                        | 三嶋章紀                        | 三嶋章紀                        | 三嶋章紀                                                                             |
| 音響監督                    | 吉田知弘                           | 吉田知弘                        | 吉田知弘                        | 吉田知弘                        | 吉田知弘                        | 吉田知弘                                                                             |
| 音楽                        |                                    | 長岡成貢                        | 長岡成貢                        | 長岡成貢                        | 長岡成貢                        | 長岡成貢                                                                             |
| プロデューサー              | 山崎聡 青木隆夫                    | 今本尚志                        | 今本尚志                        | 今本尚志                        | 立崎孝史                        | 立崎孝史                                                                             |
| プロデューサー              | 山崎聡 青木隆夫                    | 柴田知典 武智恒雄               | 鈴木智子、福田順                |                                 | 立崎孝史                        | 立崎孝史                                                                             |
| プロデューサー              | 山崎聡 青木隆夫                    | 柴田知典 武智恒雄               | 松嵜義之                        |                                 | 立崎孝史                        | 立崎孝史                                                                             |
| プロデューサー              | 山崎聡 青木隆夫                    | 原田由佳                        |                                 |                                 | 立崎孝史                        | 立崎孝史                                                                             |
| 制作プロデューサー          |                                    |                                 | 田村司                          | 田村司                          | 金子逸人                        | 梶田浩司                                                                             |
| 制作プロデューサー          |                                    |                                 | 沼田広                          |                                 | 金子逸人                        | 梶田浩司                                                                             |
| アニメーション制作          | GONZO                              | GONZO                           | AIC Spirits                     | AIC                             | SILVER LINK.                    | david production                                                                     |
| 製作                        | ストライク ウィッチーズ 製作委員会 | 第501統合 戦闘航空団            | 第501統合 戦闘航空団 2010       | 第501統合 戦闘航空団 活動写真   | 第501統合 戦闘航空団 2014       | 第501統合 戦闘航空団 2020                                                            |

#### 主題歌

##### オープニングテーマ
石田燿子がオープニングテーマ（OP）の歌唱を担当。
「STRIKE WITCHES 〜わたしにできること〜」
『ストライクウィッチーズ』OP。作詞は只野菜摘と高村和宏、作曲・編曲は宅見将典。
「STRIKE WITCHES 2 〜笑顔の魔法〜」
『ストライクウィッチーズ2』OP。作詞は高村和宏と森浩太、作曲は森浩太、編曲は大堀薫。
「Connect Link」
『ストライクウィッチーズ Operation Victory Arrow』OP。作詞・作曲は石井伸昴、編曲は草野よしひろ。
「勇気の翼」
『ストライクウィッチーズ ROAD to BERLIN』OP。作詞・作曲・編曲は内海孝彰。

##### エンディングテーマ
第501統合戦闘航空団のメンバーがエンディングテーマ（ED）の歌唱を担当。
「ブックマーク ア・ヘッド」
『ストライクウィッチーズ』ED。作詞は只野菜摘、作曲・編曲は橋本由香利。各話ごとに歌唱者が異なる。
「Over Sky」
『ストライクウィッチーズ2』ED。作詞は深青結希と高村和宏、作曲は若林充、編曲は梅堀淳。各話ごとに歌唱者が異なる。
「約束の空へ 〜私のいた場所〜」
『ストライクウィッチーズ劇場版』主題歌。作詞は渡部紫緒、作曲・編曲は坂部剛、歌は石田燿子&第501統合戦闘航空団with服部静夏。
「Fly Away」
『ストライクウィッチーズ Operation Victory Arrow』Vol.1 ED。作詞は渡辺徹とBOUNCEBACK、作曲・編曲は渡辺徹、歌はミーナ・ディートリンデ・ヴィルケ（田中理恵）、エーリカ・ハルトマン（野川さくら）、ゲルトルート・バルクホルン（園崎未恵）。
「Fly Beyond」
『ストライクウィッチーズ Operation Victory Arrow』Vol.2 ED。作詞は渡部紫緒、作曲・編曲は坂部剛、歌はシャーロット・E・イェーガー（小清水亜美）とフランチェスカ・ルッキーニ（斎藤千和）。
「Fly Chronicle」
『ストライクウィッチーズ Operation Victory Arrow』Vol.3 ED。作詞はミズノゲンキ、作曲・編曲は睦月周平、歌はリネット・ビショップ（名塚佳織）とペリーヌ・クロステルマン（沢城みゆき）。
「君の翼に憧れて」
『ストライクウィッチーズ ROAD to BERLIN』ED。作詞・作曲は根本優樹、編曲は草野よしひろによるバージョン、藤原彩豊と青木康平によるバージョンがそれぞれ2パターン、計4つ存在する。各話ごとに歌唱者が異なる。

##### 挿入歌
「リリーマルレーン (STRIKE WITCHES Ver.)」
『ストライクウィッチーズ』第8話挿入歌。日本語詞は鈴木貴昭、作詞はHans Leip、作曲はNorbort Schultze、編曲は長岡成貢、歌はミーナ・ディートリンデ・ヴィルケ（田中理恵）。
「Sweet Duet (New Version)」
『ストライクウィッチーズ2』第6話挿入歌。作詞は三浦誠司、作曲・編曲はFunta7、歌はエイラ・イルマタル・ユーティライネン（大橋歩夕）とサーニャ・V・リトヴャク（門脇舞以）。
「ラインの護り」
『ストライクウィッチーズ劇場版』挿入歌。作詞はMax Schneckenburger、日本語詞は鈴木貴昭、作曲はKarl Wilhelm、歌はハイデマリー・W・シュナウファー（植田佳奈）。

#### 各話リスト
| 話数  | サブタイトル                   | 脚本                       | 絵コンテ        | 演出              | キャラ 作画監督                                                                                         | キャラ 総作画監督       | 初放送日       |
| 第1期 | 第1期                          | 第1期                      | 第1期           | 第1期             | 第1期                                                                                                   | 第1期                   | 第1期          |
| ----- | ------------------------------ | -------------------------- | --------------- | ----------------- | --- | ----------------------- | -------------- |
| 1     | 魔法少女                       | 玉井☆豪 高村和宏           | 八谷賢一        | 加藤顕            | 山川宏治                                                                                                |                         | 2008年 7月4日  |
| 2     | 私にできること                 | 玉井☆豪 佐伯昭志           | 佐伯昭志        | 佐伯昭志          | 平田雄三                                                                                                | 7月11日                 |                |
| 3     | 一人じゃないから               | 鈴木貴昭                   | 林宏樹          | 林宏樹            | 佐野陽子                                                                                                | 山川宏治                | 7月18日        |
| 4     | ありがとう                     | 鈴木貴昭                   | 八谷賢一        | 宮崎修治          | 宮崎修治                                                                                                | 平田雄三                | 7月25日        |
| 5     | はやい・おっきい・やわらかい   | 浦畑達彦                   | 西本由紀夫      | 西本由紀夫        | 小谷杏子                                                                                                | 山川宏治                | 8月1日         |
| 6     | いっしょだよ                   | 佐伯昭志                   | 佐伯昭志        | 高橋正典          | 山口智                                                                                                  | 平田雄三                | 8月8日         |
| 7     | スースーするの                 | 浦畑達彦                   | 八谷賢一        | 玉田博            | 海堂ヒロユキ                                                                                            | 山川宏治                | 8月15日        |
| 8     | 君を忘れない                   | 鈴木貴昭                   | 林宏樹          | 白石道太          | 大河原晴男                                                                                              | 平田雄三                | 8月22日        |
| 9     | 守りたいもの                   | 佐伯昭志                   | 佐伯昭志        | 祝浩司            | 南伸一郎                                                                                                | 山川宏治                | 8月29日        |
| 10    | 信じてほしい                   | 鈴木貴昭                   | 西本由紀夫      | 西本由紀夫        | 齋藤雅和                                                                                                | 平田雄三                | 9月5日         |
| 11    | 空へ…                          | 浦畑達彦                   | 坂田純一        | 玉田博            | 平田雄三、海老原雅夫                                                                                    | 平田雄三                | 9月12日        |
| 12    | ストライクウィッチーズ         | 浦畑達彦                   | 八谷賢一        | 八谷賢一          | 山川宏治                                                                                                |                         | 9月19日        |
| 第2期 |                                |                            |                 |                   | |                         |                |
| 1     | 再び空へ                       | 浦畑達彦                   | 高村和宏        | 高島大輔          | 山川宏治                                                                                                |                         | 2010年 7月8日  |
| 2     | 伝説の魔女達                   | 鈴木貴昭 高村和宏 浦畑達彦 | 林宏樹          | 林宏樹            | 倉嶋丈康                                                                                                | 7月15日                 |                |
| 3     | 一緒にできること               | 浦畑達彦                   | 八谷賢一        | 岡尾貴洋          | 山川宏治、志田ただし、齋藤雅和 香田知樹、斉藤和也                                                       | 山川宏治                | 7月22日        |
| 4     | かたい、はやい、ものすご〜い   | 佐伯昭志                   | 佐伯昭志        | 高橋正典          | 大河原晴男、山本周平、サトウミチオ 河野悦隆、志田ただし                                                 | 倉嶋丈康                | 7月29日        |
| 5     | 私のロマーニャ                 | 鈴木貴昭                   | 阿蒜晃士        | 玉田博            | 村田涼一                                                                                                | 山川宏治                | 8月5日         |
| 6     | 空より高く                     | 佐伯昭志                   | 佐伯昭志        | 佐伯昭志          | 小島智加、阿蒜晃士、服部憲知                                                                            | 倉嶋丈康                | 8月12日        |
| 7     | モゾモゾするの                 | 浦畑達彦                   | 祝浩司          | 高島大輔          | 矢向宏志、河野悦隆 サトウミチオ、内原茂                                                                 | 山川宏治                | 8月19日        |
| 8     | 翼をください                   | 鈴木貴昭 高村和宏          | 林宏樹          | 林宏樹            | 小野田将人、山本周平、田村正文                                                                          | 倉嶋丈康                | 8月29日        |
| 9     | 明日に架ける橋                 | 浦畑達彦                   | 西本由紀夫      | 西本由紀夫        | しんごーやすし                                                                                          | 山川宏治                | 9月2日         |
| 10    | 500 overs                      | 浦畑達彦                   | 祝浩司          | 祝浩司            | 北村友幸、泉保良輔、相坂ナオキ                                                                          | 倉嶋丈康                | 9月9日         |
| 11    | 私であるために                 | 浦畑達彦                   | 佐伯昭志        | 高橋正典          | 田村正文、山本周平                                                                                      | 山川宏治 倉嶋丈康       | 9月16日        |
| 12    | 天空より永遠に                 | 浦畑達彦                   | 八谷賢一 林宏樹 | 八谷賢一          | 高村和宏、小島智加、小野田将人 阿蒜晃士、河野悦隆、海堂ヒロユキ 田畑昭、山本周平 田村正文、サトウミチオ | 山川宏治 倉嶋丈康       | 9月23日        |
| 第3期 |                                |                            |                 |                   | |                         |                |
| 1     | アルプスの魔法少女             | 浦畑達彦                   | 高村和宏        | 亀井隆広          | サトウミチオ、小野田将人、牛島希                                                                        | サトウミチオ 小野田将人 | 2020年 10月8日 |
| 2     | 結成ストライクウィッチーズ     | 浦畑達彦                   | 髙橋秀弥        | 髙橋秀弥          | 柴田和紀、石山正修、野村雅史                                                                            | サトウミチオ 小野田将人 | 10月15日       |
| 3     | 二人ならできること             | あおしまたかし             | 久保雄介        | 久保雄介          | 寿夢龍、SHIN HYUNG WOO 横山謙次                                                                         | サトウミチオ 小野田将人 | 10月22日       |
| 4     | 200マイルの向こう              | 築地俊彦                   | 長田伸二        | 長田伸二          | 今田茜、髙阪雅基、石山正修                                                                              | サトウミチオ 小野田将人 | 10月29日       |
| 5     | クィーン・オブ・ネーデルラント | 鈴木貴昭                   | 高橋謙仁        | 高橋謙仁          | 横山謙次、SHIN HYUNG WOO 寿夢龍、柴田和紀                                                               | サトウミチオ 小野田将人 | 11月5日        |
| 6     | 復讐の猟犬                     | 浦畑達彦                   | 久保雄介        | 菅原尚            | 牛島希、石山正修、重本和佳子                                                                            | サトウミチオ 小野田将人 | 11月12日       |
| 7     | ポヨンポヨンするの             | あおしまたかし             | 亀井隆広        | 亀井隆広          | 髙阪雅基、今田茜 SHIN HYUNG WOO 寿夢龍、横山謙次                                                        | サトウミチオ 小野田将人 | 11月19日       |
| 8     | ザ・フォッグ                   | 村上深夜                   | 川崎芳樹        | 川崎芳樹 亀井隆広 | 柴田和紀、牛島希、重本和佳子                                                                            | サトウミチオ 小野田将人 | 11月26日       |
| 9     | ミーナの空                     | 築地俊彦                   | 長田伸二        | 長田伸二          | 寿夢龍、石川健太郎、髙阪雅基 SHIN HYUNG WOO                                                             | サトウミチオ 小野田将人 | 12月3日        |
| 10    | 静夏応答せよ                   | 髙橋秀弥                   | 千明孝一        | ラサール菊次郎    | 柴田和紀、髙阪雅基、寿夢龍                                                                              | サトウミチオ 小野田将人 | 12月10日       |
| 11    | ロード・トゥ・ベルリン         | 浦畑達彦                   | 田中春香        | 田中春香          | サトウミチオ、野村雅史 SHIN HYUNG WOO CHA MYOUNG JUN                                                    | サトウミチオ 小野田将人 | 12月17日       |
| 12    | それでも私は守りたい           | 浦畑達彦                   | 亀井隆広        | 亀井隆広          | SHIN HYUNG WOO 柴田和紀、野村雅史 寿夢龍、牛島希 小野田将人、サトウミチオ                               | サトウミチオ 小野田将人 | 12月23日       |

| 話数  | サブタイトル       | 脚本                                    | 絵コンテ | 演出     | 作画監督                                                             | 劇場公開日    | BD・DVD発売日  |
| ----- | ------------------ | --------------------------------------- | -------- | -------- | -------------------------------------------------------------------- | ------------- | -------------- |
| Vol.1 | サン・トロンの雷鳴 | 浦畑達彦 鈴木貴昭 島田フミカネ 高村和宏 | 高村和宏 | 八谷賢一 | サトウミチオ                                                         | 2014年9月20日 | 2014年12月12日 |
| Vol.2 | エーゲ海の女神     | 浦畑達彦 鈴木貴昭 島田フミカネ 高村和宏 | 大下丈人 | 神保昌登 | 山川宏治、小野田将人、佐野恵一 古川英樹、山吉一幸                    | 2015年1月10日 | 2015年3月13日  |
| Vol.3 | アルンヘムの橋     | 浦畑達彦 鈴木貴昭 島田フミカネ 高村和宏 | 小島正士 | 神保昌登 | 小野田将人、山本周平、篠原健二 山吉一幸、澤入祐樹、平田和也 池津寿恵 | 2015年5月2日  | 2015年7月31日  |

|        | 脚本                                             | 絵コンテ                                     | 演出                                     | 作画監督 | キャラ 総作画監督                | 公開日        |
| ------ | ------------------------------------------------ | -------------------------------------------- | ---------------------------------------- | --- | -------------------------------- | ------------- |
| OVA    |                                                  | 杉島邦久                                     | 杉島邦久                                 | |                                  | 2007年1月1日  |
| 劇場版 | 浦畑達彦 鈴木貴昭 島田フミカネ 八谷賢一 高村和宏 | 八谷賢一 林宏樹 西本由紀夫 高橋正典 神戸洋行 | 八谷賢一 林宏樹 玉田博 高橋正典 神戸洋行 | 石本英治、岩田幸大、尾崎正幸、海堂ヒロユキ 片山敬介、神谷友美、小林理、斎藤良成 滝川和男、竹田欣弘、谷拓也、田村正文 戸谷賢都、野口孝行、舛舘俊秀、宮嶋仁志 山田真也、山本周平、横田拓巳、依田正彦、渡辺浩二 | 山川宏治 サトウミチオ 小野田将人 | 2012年3月17日 |

#### 放送局
| 放送期間                 | 放送時間                     | 放送局      | 対象地域 | 備考                 |
| ------------------------ | ---------------------------- | ----------- | -------- | -------------------- |
| 2008年7月4日 - 9月19日   | 金曜 1:20 - 1:50（木曜深夜） | 福井テレビ  | 福井県   | 第二期以降は非ネット |
|                          | 金曜 1:30 - 2:00（木曜深夜） | テレ玉      | 埼玉県   |                      |
|                          |                              | 奈良テレビ  | 奈良県   | 第二期以降は非ネット |
|                          | 金曜 2:30 - 3:00（木曜深夜） | チバテレビ  | 千葉県   |                      |
| 2008年7月5日 - 9月20日   | 土曜 2:00 - 2:30（金曜深夜） | KBS京都     | 京都府   |                      |
|                          | 土曜 3:00 - 3:30（金曜深夜） | 信越放送    | 長野県   | 第二期以降は非ネット |
| 2008年7月6日 - 9月21日   | 日曜 1:00 - 1:30（土曜深夜） | 岐阜放送    | 岐阜県   | 第二期以降は非ネット |
|                          | 日曜 3:30 - 4:00（土曜深夜） | tvk         | 神奈川県 |                      |
| 2008年7月7日 - 9月22日   | 月曜 1:30 - 2:00（日曜深夜） | 群馬テレビ  | 群馬県   | 第二期以降は非ネット |
| 2008年7月8日 - 9月23日   | 火曜 2:10 - 2:40（月曜深夜） | サンテレビ  | 兵庫県   |                      |
|                          | 火曜 3:00 - 3:30（月曜深夜） | TOKYO MX    | 東京都   |                      |
|                          |                              | 三重テレビ  | 三重県   | 第二期以降は非ネット |
| 2008年7月10日 - 9月25日  | 木曜 3:38 - 4:08（水曜深夜） | TVQ九州放送 | 福岡県   |                      |
| 2008年7月15日 - 9月30日  | 火曜 2:25 - 2:55（月曜深夜） | 熊本放送    | 熊本県   | 第二期以降は非ネット |
| 2008年7月29日 - 10月21日 | 火曜 2:30 - 3:00（月曜深夜） | BS日テレ    | 日本全域 | BS放送               |

| 放送期間                | 放送時間                     | 放送局      | 対象地域 | 備考             |
| ----------------------- | ---------------------------- | ----------- | -------- | ---------------- |
| 2010年7月8日 - 9月23日  | 木曜 1:30 - 2:00（水曜深夜） | テレ玉      | 埼玉県   |                  |
| 2010年7月9日 - 9月24日  | 金曜 2:00 - 2:30（木曜深夜） | TOKYO MX    | 東京都   |                  |
| 2010年7月10日 - 9月25日 | 土曜 1:58 - 2:28（金曜深夜） | テレビ愛知  | 愛知県   | 第一期は非ネット |
|                         | 土曜 3:00 - 3:30（金曜深夜） | BS日テレ    | 日本全域 | BS放送           |
| 2010年7月11日 - 9月26日 | 日曜 1:00 - 1:30（土曜深夜） | tvk         | 神奈川県 |                  |
| 2010年7月12日 - 9月27日 | 月曜 2:30 - 3:00（日曜深夜） | TVQ九州放送 | 福岡県   |                  |
| 2010年7月13日 - 9月28日 | 火曜 1:30 - 2:00（月曜深夜） | チバテレビ  | 千葉県   |                  |
|                         | 火曜 1:40 - 2:10（月曜深夜） | サンテレビ  | 兵庫県   |                  |

| 配信開始日    | 配信時間        | 配信サイト         | 備考            |
| ------------- | --------------- | ------------------ | --------------- |
| 2010年7月10日 | 土曜 12:00 更新 | ニコニコチャンネル | 最新話1週間無料 |

| 放送期間                 | 放送時間                     | 放送局     | 対象地域 | 備考                      |
| ------------------------ | ---------------------------- | ---------- | -------- | ------------------------- |
| 2020年10月8日 - 12月24日 | 木曜 1:05 - 1:35（水曜深夜） | TOKYO MX   | 東京都   |                           |
|                          |                              | KBS京都    | 京都府   |                           |
|                          | 木曜 1:30 - 2:00（水曜深夜） | サンテレビ | 兵庫県   |                           |
|                          | 木曜 2:35 - 3:05（水曜深夜） | テレビ愛知 | 愛知県   |                           |
|                          | 木曜 23:00 - 23:30           | BS11       | 日本全域 | BS放送 / 『ANIME+』枠     |
| 2020年10月9日 - 12月25日 | 金曜 21:30 - 22:00           | AT-X       | 日本全域 | CS放送 / リピート放送あり |

| 配信開始日     | 配信時間                     | 配信サイト |
| -------------- | ---------------------------- | --- |
| 2020年10月7日  | 水曜 22:00 更新              | dアニメストア |
| 2020年10月13日 | 火曜 0:00 - 0:30（月曜深夜） | ABEMA |
|                | 火曜 0:00 更新               | Amazonプライム・ビデオ バンダイチャンネル J:COMオンデマンド TELASA U-NEXT アニメ放題 ひかりTV FOD ニコニコチャンネル GYAO! Rakuten TV ビデオマーケット クランクイン!ビデオ DMM.com HAPPY!動画 ムービーフル |

### ブレイブウィッチーズ
2016年10月より12月まで、TOKYO MXほかで放送された。本作から「ワールドウィッチーズ」のシリーズ呼称が初めて使用された。同時に原作もProjekt World Witchesとなっている。キャッチフレーズは「戦いたければ、強くなれ」。
本放送時は製作スケジュールの都合から、第4話以降が1週間遅れての放送となった。同話の本放送当日はその代わりとして、OVA『ストライクウィッチーズ Operation Victory Arrow vol.1 サン・トロンの雷鳴』をテレビ放送用に再編集したバージョンが放送された。
本放送終了後、特別編となる第13話「ペテルブルグ大戦略」のイベント上映が発表され、2017年5月13日に公開された。興行収入は2600万円。

#### スタッフ（ブレイブ）
- 原作 - 島田フミカネ&Projekt World Witches
- 監督・キャラクターデザイン - 高村和宏
- キャラクター原案 - 島田フミカネ
- シリーズ構成 - ストライカーユニット
- 軍事考証・世界観設定 - 鈴木貴昭
- ネウロイデザイン - 出雲重機
- プロップデザイン - サトウミチオ
- 銃器・メカデザイン - 常木志伸
- エフェクト作画監督 - 酒井智史
- 美術設定 - 坂本竜
- 美術監督 - 大西穣
- 色彩設計 - 水本志保
- 撮影監督 - 廣岡岳
- 3DCG監督 - 須藤悠
- 編集 - 三嶋章紀
- 音響監督 - 吉田知弘
- 音楽 - 長岡成貢
- 音楽制作 - 日本コロムビア
- 音楽プロデューサー - 植村俊一
- プロデューサー - 立崎孝史
- アニメーションプロデューサー - 中川二郎
- アニメーション制作 - SILVER LINK.
- 製作 - 第502統合戦闘航空団2016（KADOKAWA、SILVER LINK.、クロックワークス、日本コロムビア、グロービジョン、ソニーPCL、角川メディアハウス、三洋物産）

#### 主題歌（ブレイブ）
「アシタノツバサ」
石田燿子が歌うオープニングテーマ。作詞はMio Aoyama、作曲・編曲は堀江晶太。
「LITTLE WING 〜Spirit of LINDBERG〜」
第502統合戦闘航空団が歌うエンディングテーマ。作詞は渡瀬マキ、作曲は川添智久、編曲は岡野裕次郎。各話ごとに歌唱者が異なる。

#### 各話リスト（ブレイブ）
| 話数              | サブタイトル               | 脚本           | 絵コンテ     | 演出       | 作画監督 | 総作画監督                                | 初放送日                        |
| ----------------- | -------------------------- | -------------- | ------------ | ---------- | --- | ----------------------------------------- | ------------------------------- |
| 第1話             | 佐世保の魔法少女？         | 浦畑達彦       | 高村和宏     | 立仙裕俊   | 福地友樹、塚本歩 崎口さおり、藤井文乃                                                                               | 小野田将人 サトウミチオ                   | 2016年 10月6日                  |
| 第2話             | 羽ばたけチドリ             | 浦畑達彦       | 錦織博       | 日下直義   | 泉美紗子、吉岡敏幸、大橋圭 松岡秀明、森悦史、今田茜 小林真平                                                        | 小野田将人 サトウミチオ 小林真平          | 10月13日                        |
| 第3話             | 第502統合戦闘航空団        | 鈴木貴昭       | 黒川智之     | 堂川セツム | 北原大地、齊藤佳子                                                                                                  | 小野田将人 サトウミチオ 小林真平          | 10月20日                        |
| 第4話             | 戦いたければ強くなれ！     | 鈴木貴昭       | あきとし     | 池端隆史   | 吉田和歌子、冨田佳亨、栗西祐輔 坂本麻衣、八代きみこ、福地友樹 しまだひであき、片山敬介 スタジオジャイアンツ         | 小野田将人 サトウミチオ 小林真平          | 11月3日                         |
| 第5話             | 極寒の死闘                 | 村上深夜       | 二瓶勇一     | 立仙裕俊   | 櫻井司、緒方厚、平山剛士、森悦史 小川一郎、宇良隆太、田村正文                                                       | 小野田将人 サトウミチオ 小林真平          | 11月10日                        |
| 第6話             | 幸運を                     | あおしまたかし | 竹ノ内和久   | 西村大樹   | 服部憲知、高田三郎                                                                                                  | 小野田将人 サトウミチオ 小林真平 福地友樹 | 11月17日                        |
| 第7話             | 聖なる夜に                 | 浦畑達彦       | どじゃがげん | 日下直義   | 今田茜、泉美紗子、井上美香 加藤久美子、片山敬介、野本正幸                                                           | 小野田将人 サトウミチオ 小林真平 福地友樹 | 11月24日                        |
| 第8話             | 君の瞳にぶどうジュース     | 鈴木貴昭       | 新留俊哉     | 則座誠     | 工藤ゆき、三好智志、平山剛士 冨田佳亨、栗西祐輔、吉田和歌子 神戸洋行、藤井文乃 スタジオジャイアンツ                 | 小野田将人 サトウミチオ 小林真平 福地友樹 | 12月1日                         |
| 第9話             | ブレイクウィッチーズ       | 鈴木貴昭       | あきとし     | 高島大輔   | 北原大地、齊藤佳子                                                                                                  | 小野田将人 サトウミチオ 小林真平 福地友樹 | 12月8日                         |
| 第10話            | 姉と妹と。                 | あおしまたかし | 西田正義     | 前園文夫   | 保村成、宇良隆太、久保山陽子 荒木詩織、富田泰弘、島崎望 服部憲治、宇佐美萌、染谷友梨花 滝川和男、石田啓一、橋本聡之 | 小野田将人 サトウミチオ 小林真平 福地友樹 | 12月15日                        |
| 第11話            | やってみなくちゃわからない | 浦畑達彦       | 橘秀樹       | 橘秀樹     | 工藤ゆき、三好智志、塚本歩 平山剛士、冨田佳亨、栗西祐輔 神戸洋行、藤井文乃 片山敬介、森悦史                         | 小野田将人 サトウミチオ 小林真平 福地友樹 | 12月22日                        |
| 第12話            | ひかり輝いて…              | 浦畑達彦       | どじゃがげん | 日下直義   | 泉美紗子、加藤久美子 野本正幸、佐々木萌                                                                             | 小野田将人 サトウミチオ 小林真平 福地友樹 | 12月29日                        |
| 第13話 （特別編） | ペテルブルグ大戦略         | あおしまたかし | どじゃがげん | 日下直義   | 野本正幸、五味伸介 平山剛士、片山敬介                                                                               | 高村和宏 小野田将人 サトウミチオ          | 2017年 5月13日 （イベント上映） |

#### 放送局（ブレイブ）
| 放送期間                       | 放送時間                     | 放送局      | 対象地域 | 備考                         |
| ------------------------------ | ---------------------------- | ----------- | -------- | ---------------------------- |
| 2016年10月6日 - 12月29日       | 木曜 1:35 - 2:05（水曜深夜） | TOKYO MX    | 東京都   |                              |
| 2016年10月8日 - 12月31日       | 土曜 1:35 - 2:05（金曜深夜） | KBS京都     | 京都府   |                              |
| 2016年10月10日 - 2017年1月9日  | 月曜 0:30 - 1:00（日曜深夜） | テレ玉      | 埼玉県   | 第三期以降は非ネット         |
|                                |                              | チバテレビ  | 千葉県   | 第三期以降は非ネット         |
|                                |                              | tvk         | 神奈川県 | 第三期以降は非ネット         |
| 2016年10月11日 - 2017年1月3日  | 火曜 0:30 - 1:00（月曜深夜） | BS11        | 日本全域 | BS放送 / 『ANIME+』枠        |
| 2016年10月12日 - 2017年1月9日  | 水曜 3:05 - 3:35（火曜深夜） | TVQ九州放送 | 福岡県   | 最終話のみ、月曜2:35に放送。 |
| 2016年10月13日 - 2017年1月6日  | 木曜 2:00 - 2:30（水曜深夜） | サンテレビ  | 兵庫県   | 最終話のみ、金曜0:30に放送。 |
| 2016年10月18日 - 2017年1月10日 | 火曜 0:00 - 0:30（月曜深夜） | AT-X        |          | CS放送 / リピート放送あり    |

#### BD / DVD
| 巻     | 発売日        | 収録話          | 規格品番  | 規格品番   |
| 巻     | 発売日        | 収録話          | BD限定版  | DVD限定版  |
| ------ | ------------- | --------------- | --------- | ---------- |
| 1      | 2017年2月24日 | 第1話 - 第2話   | KAXA-7441 | KABA-10501 |
| 2      | 2017年3月24日 | 第3話 - 第4話   | KAXA-7442 | KABA-10502 |
| 3      | 2017年4月28日 | 第5話 - 第6話   | KAXA-7443 | KABA-10503 |
| 4      | 2017年5月26日 | 第7話 - 第8話   | KAXA-7444 | KABA-10504 |
| 5      | 2017年6月30日 | 第9話 - 第10話  | KAXA-7445 | KABA-10505 |
| 6      | 2017年7月28日 | 第11話 - 第12話 | KAXA-7446 | KABA-10506 |
| 特別編 | 2017年8月25日 | 第13話          | KAXA-7447 | KABA-10507 |

### 連盟空軍航空魔法音楽隊ルミナスウィッチーズ
『ストライクウィッチーズ』、『ブレイブウィッチーズ』に続く新シリーズ。当初は2021年に放送予定だったが、延期となり2022年7月に放送が開始される。
ストライカーユニットを使用するが、直接戦闘には参加せず、戦火に巻き込まれた地域で人々を鼓舞する魔法音楽隊の活躍を描く。

### ストライクウィッチーズ 501部隊発進しますっ!
スピンオフ漫画『ストライクウィッチーズ 501部隊発進しますっ!』のアニメ化作品。2019年4月から6月までTOKYO MXほかにて放送された。漫画原作中におけるアニメ1、2期の部分を映像化。
同年10月4日には劇場版『ストライクウィッチーズ 劇場版 501部隊発進しますっ!』が公開。漫画原作中における劇場版（2012年）の部分を映像化。興行収入は1300万円。
2021年1月から3月までは、502部隊を加えた第2期『ワールドウィッチーズ発進しますっ!』がTOKYO MXほかにて放送された。

#### 作風
配信版では本編終了後に、宮藤芳佳の幼なじみで親友の山川美千子（声 - 佐藤有世）による「山川美千代のウィッチーズ講座」が放送される。これは公式サイトでも視聴可能となっている。また、配信版では本編がテレビ放送より若干長い編集となっている。
大筋の設定は原典である『ストライクウィッチーズ』に準じるが、この作品においては敵であるネウロイが一向に襲来する気配が無い状況が続いており、501部隊のウィッチたちが過ごす「待機」という名の日常風景をコミカルに描く。また、「漫画」節での記載の通り、キャラクターの性格付けは本作独自のものとなっている。ただし、キャラクターの服装（7話）など、アニメの舞台時系列に沿って変化があるなど、漫画と部分的に異なるところも存在する。
ワールドウィッチーズ発進しますっ!では、501部隊(劇場版後)と502部隊を各話交互に展開する形をとる。

#### スタッフ（501）
- 原作 - 島田フミカネ&Projekt Kagonish[56][57]、Projekt World Witches（第2期）[62]
- 漫画 - 藤林真[56][57]
- 監督・絵コンテ・演出 - 伊藤史夫[56][57]
- キャラクターデザイン - 安食圭[56][57]
- シリーズ文芸 - 村上深夜[57]
- 美術監督 - 村上一二三
- 色彩設計 - 今川和行
- 撮影監督 - 上林香澄
- 編集 - 柳圭介
- 音響監督 - 吉田知弘[57]
- 音楽 - 長岡成貢[57]
- 音楽制作 - 日本コロムビア[57]
- 音響制作 - グロービジョン[57]
- 音楽プロデューサー - 植村俊一
- プロデュース - 立崎孝史[57]
- アニメーションプロデューサー - 生田目聡
- アニメーション制作 - Acca effe、戯画プロダクション[56][57]
- アニメーション制作協力 - プロダクションI.G[57]、アニメビーンズ[57]
- 製作
  - 第1期 - 第501統合戦闘航空団2019（KADOKAWA、ドコモ・アニメストア、角川メディアハウス、日本コロムビア）[57]
  - 第2期 - 第501&第502統合戦闘航空団2021[62]

#### 主題歌（501）
「空が呼ぶほうへ」
石田燿子が歌う『ストライクウィッチーズ 501部隊発進しますっ!』オープニングテーマ。作詞はミズノゲンキ、作曲・編曲は睦月周平。
「Treasure of life」
第501統合戦闘航空団が歌う『ストライクウィッチーズ 501部隊発進しますっ!』エンディングテーマ。作詞は荘野ジュリ、作曲は池田健仁、編曲は滝澤俊輔。エピソードごとに歌唱するキャラクターは異なる。
「Wanna Fly?」
石田燿子が歌う『ワールドウィッチーズ発進しますっ!』オープニングテーマ。作詞・作曲・編曲は園田健太郎。
「カラフルエブリデイ」
第501統合戦闘航空団が歌う『ワールドウィッチーズ発進しますっ!』の501版エンディングテーマ。作詞・作曲・編曲は馬渕直純。エピソードごとに歌唱するキャラクターは異なる。
「Awesome days!」
第502統合戦闘航空団が歌う『ワールドウィッチーズ発進しますっ!』の502版エンディングテーマ。作詞はMitsu、作曲・編曲は滝澤俊輔。エピソードごとに歌唱するキャラクターは異なる。

#### 各話リスト（501）
| 話数   | サブタイトル              | デジタル作画                    | 初放送日       |
| ------ | ------------------------- | ------------------------------- | -------------- |
| 第1話  | 501発進します？           | 高橋竜弥                        | 2019年 4月10日 |
| 第2話  | 501汚部屋掃除します？     | 李炫定、李世禧 金世元           | 4月17日        |
| 第3話  | 501買い出しに出かけます？ | 李炫定、李世禧 金世元           | 4月24日        |
| 第4話  | 501ハロウィンします？     | 李炫定、李世禧 金世元           | 5月1日         |
| 第5話  | 501散髪します？           | 李炫定、李世禧 金世元、高橋竜弥 | 5月8日         |
| 第6話  | 501ストレスを感じます？   | 李炫定、李世禧 金世元、高橋竜弥 | 5月15日        |
| 第7話  | 501節分します？           | 高橋竜弥                        | 5月22日        |
| 第8話  | 501夜間勤務します？       | 高橋竜弥                        | 5月29日        |
| 第9話  | 501飛べなくなります？     | 李炫定、李世禧 金世元、高橋竜弥 | 6月5日         |
| 第10話 | 501夏、感じちゃいます？   | 李炫定、李世禧 金世元、高橋竜弥 | 6月12日        |
| 第11話 | 501人命救助します？       | 李炫定、李世禧 金世元、高橋竜弥 | 6月19日        |
| 第12話 | 501解散します？           | 高橋竜弥                        | 6月26日        |

| 話数   | サブタイトル                                          | デジタル作画          | ED                                                            | 初放送日       |
| ------ | ----------------------------------------------------- | --------------------- | ------------------------------------------------------------- | -------------- |
| 第1話  | 《501篇・その1》宮藤、映画撮影しちゃいます？          | 高橋竜弥              | 宮藤芳佳、リネット・ビショップ、ペリーヌ・クロステルマン      | 2021年 1月13日 |
| 第2話  | 《502篇・その1》ひかり、選抜試験しちゃいます？        | 高橋竜弥              | 雁淵ひかり、雁淵孝美                                          | 1月20日        |
| 第3話  | 《501篇・その2》501、お礼参り始めちゃいます？         | 李炫定、李世禧 金世元 | エーリカ・ハルトマン、ゲルトルート・バルクホルン              | 1月27日        |
| 第4話  | 《502篇・その2》502、紹介しちゃいます？               | 李炫定、李世禧 金世元 | 管野直枝、ニッカ・エドワーディン・カタヤイネン                | 2月3日         |
| 第5話  | 《501篇・その3》501、嘘暴いちゃいます？               | 高橋竜弥              | フランチェスカ・ルッキーニ、シャーロット・E・イェーガー       | 2月10日        |
| 第6話  | 《502篇・その3》502、入隊しちゃいます？               | 李炫定、李世禧 金世元 | ヴァルトルート・クルビンスキー、エディータ・ロスマン          | 2月17日        |
| 第7話  | 《501篇・その4》501、想いすれ違っちゃいます？         | 李炫定、李世禧 金世元 | 坂本美緒、ミーナ・ディートリンデ・ヴィルケ                    | 2月24日        |
| 第8話  | 《502篇・その4》502、寒中水泳しちゃいます？           | 高橋竜弥              | アレクサンドラ・I・ボクルイーシキン、グンドュラ・ラル         | 3月3日         |
| 第9話  | 《501篇・その5》501、陰謀動き出しちゃいます？         | 高橋竜弥              | エイラ・イルマタル・ユーティライネン、サーニャ・V・リトヴャク | 3月10日        |
| 第10話 | 《502篇・その5》502、はじめてのおつかいしちゃいます？ | 李炫定、李世禧 金世元 | ジョーゼット・ルマール、下原定子                              | 3月17日        |
| 第11話 | 《501篇・その6》501、また、あの空行っちゃいます？     | 李炫定、李世禧 金世元 | 第501統合戦闘航空団                                           | 3月24日        |
| 第12話 | 《502篇・その6》502、姉妹エース発進しちゃいます？     | 高橋竜弥              | 第502統合戦闘航空団                                           | 3月31日        |

#### 放送局（501）
| 放送期間                                 | 放送時間                     | 放送局     | 対象地域   | 備考                      |
| ---------------------------------------- | ---------------------------- | ---------- | ---------- | ------------------------- |
| 2019年4月10日 - 6月26日                  | 水曜 0:45 - 1:00（火曜深夜） | TOKYO MX   | 東京都     |                           |
|                                          | 水曜 3:15 - 3:30（火曜深夜） | 毎日放送   | 近畿広域圏 | 『アニメ特区』第2部後半   |
|                                          | 水曜 21:45 - 22:00           | AT-X       | 日本全域   | CS放送 / リピート放送あり |
| 2019年4月11日 - 6月27日                  | 木曜 0:15 - 0:30（水曜深夜） | BS11       | 日本全域   | BS放送 / 『ANIME+』枠     |
| 2019年4月12日 - 6月28日                  | 金曜 2:20 - 2:35（木曜深夜） | テレビ愛知 | 愛知県     |                           |
| 全局『異世界かるてっと』とのセット放送。 |                              |            |            |                           |

| 配信開始日    | 配信時間                       | 配信サイト |
| ------------- | ------------------------------ | --- |
| 2019年4月10日 | 水曜 0:15（火曜深夜） 更新     | dアニメストア AbemaTV |
| 2019年4月18日 | 木曜 0:00（水曜深夜）以降 更新 | Amazonプライム・ビデオ ビデオパス J:COMオンデマンド U-NEXT アニメ放題 バンダイチャンネル ひかりTV GYAO! あにてれ FOD ニコニコチャンネル Rakuten TV ビデオマーケット DMM.com アニメBeans HAPPY!動画 ムービーフル |

| 放送期間                                                 | 放送時間                     | 放送局    | 対象地域   | 備考                                                                         |
| -------------------------------------------------------- | ---------------------------- | --------- | ---------- | ---------------------------------------------------------------------------- |
| 2021年1月13日 - 3月31日                                  | 水曜 0:45 - 1:00（火曜深夜） | TOKYO MX1 | 東京都     |                                                                              |
| 2021年1月14日 - 4月1日                                   | 木曜 0:15 - 0:30（水曜深夜） | BS11      | 日本全域   | BS放送 / 『ANIME+』枠                                                        |
| 2021年1月17日 - 4月2日                                   | 日曜 3:53 - 4:08（土曜深夜） | 毎日放送  | 近畿広域圏 | 『アニメシャワー』第4部後半 / 最終話のみ金曜 2:45 - 3:00（木曜深夜）にて放送 |
| 2021年2月27日 -                                          | 土曜 21:00 - 21:30           | AT-X      | 日本全域   | CS放送 / リピート放送あり / 2話連続放送                                      |
| AT-X以外は『文豪ストレイドッグスわん！』とのセット放送。 |                              |           |            |                                                                              |

| 配信開始日    | 配信時間       | 配信サイト |
| ------------- | -------------- | --- |
| 2021年1月13日 | 水曜 0:30 更新 | dアニメストア |
| 2021年1月20日 | 水曜 0:00 更新 | ABEMA hulu バンダイチャンネル U-NEXT アニメ放題 ひかりTV J:COMオンデマンド TELASA FOD ニコニコチャンネル GYAO! MBS動画イズム TVer Rakuten TV ビデオマーケット DMM.com HAPPY!動画 ムービーフル クランクイン!ビデオ |

## 関連CD・DVD
発売元：日本コロムビア（旧コロムビアミュージックエンタテインメント）。

### 音楽CD
| タイトル                                                                                      | 発売日                                 | キャラクター |
| テレビアニメ『ストライクウィッチーズ』                                                        | テレビアニメ『ストライクウィッチーズ』 | テレビアニメ『ストライクウィッチーズ』 |
| --------------------------------------------------------------------------------------------- | -------------------------------------- | --- |
| ストライクウィッチーズ オリジナル・サウンドトラック                                           | 2008年9月24日                          | |
| ストライクウィッチーズ 秘め歌コレクション1                                                    | 2009年3月18日                          | 宮藤芳佳＆坂本美緒 |
| ストライクウィッチーズ 秘め歌コレクション2                                                    | 2009年3月18日                          | サーニャ・V・リトヴャク＆エイラ・イルマタル・ユーティライネン |
| ストライクウィッチーズ 秘め歌コレクション3                                                    | 2009年4月1日                           | ミーナ・ディートリンデ・ヴィルケ＆エーリカ・ハルトマン＆ゲルトルート・バルクホルン |
| ストライクウィッチーズ 秘め歌コレクション4                                                    | 2009年4月1日                           | 宮藤芳佳＆リネット・ビショップ＆ペリーヌ・クロステルマン |
| ストライクウィッチーズ 秘め歌コレクション5                                                    | 2009年4月15日                          | フランチェスカ・ルッキーニ＆シャーロット・E・イェーガー |
| ストライクウィッチーズ2 オリジナル・サウンドトラック                                          | 2010年9月22日                          | |
| ストライクウィッチーズ 劇場版                                                                 |                                        | |
| ストライクウィッチーズ劇場版 オリジナル・サウンドトラック                                     | 2012年3月21日                          | |
| ストライクウィッチーズ劇場版 秘め歌コレクション1                                              | 2013年1月9日                           | サーニャ・V・リトヴャク＆エイラ・イルマタル・ユーティライネン＆ハイデマリー・W・シュナウファー |
| ストライクウィッチーズ劇場版 秘め歌コレクション2                                              | 2013年1月9日                           | シャーロット・E・イェーガー＆フランチェスカ・ルッキーニ＆フェルナンディア・マルヴェッツィ |
| ストライクウィッチーズ劇場版 秘め歌コレクション3                                              | 2013年10月2日                          | ミーナ・ディートリンデ・ヴィルケ＆エーリカ・ハルトマン＆ゲルトルート・バルクホルン |
| ストライクウィッチーズ劇場版 秘め歌コレクション4                                              | 2013年10月2日                          | 宮藤芳佳＆坂本美緒＆服部静夏 |
| ストライクウィッチーズ劇場版 秘め歌コレクション5                                              | 2013年10月30日                         | リネット・ビショップ＆ペリーヌ・クロステルマン |
| ストライクウィッチーズ Operation Victory Arrow                                                |                                        | |
| 「ストライクウィッチーズ Operation Victory Arrow vol.1 サン・トロンの雷鳴」秘め歌コレクション | 2015年1月28日                          | ミーナ・ディートリンデ・ヴィルケ＆エーリカ・ハルトマン＆ゲルトルート・バルクホルン |
| 「ストライクウィッチーズ Operation Victory Arrow vol.2 エーゲ海の女神」秘め歌コレクション     | 2015年3月18日                          | シャーロット・E・イェーガー＆フランチェスカ・ルッキーニ |
| 「ストライクウィッチーズ Operation Victory Arrow vol.3 アルンヘムの橋」秘め歌コレクション     | 2015年6月17日                          | リネット・ビショップ＆ペリーヌ・クロステルマン |
| ストライクウィッチーズ (シリーズ全体)                                                         |                                        | |
| ストライクウィッチーズ 秘め歌コンプリートBOX『STRIKE WITCHES』【完全初回生産限定】            | 2016年5月1日                           | |
| ストライクウィッチーズ 主題歌＆劇中歌コレクション                                             | 2016年5月1日                           | |
| ストライクウィッチーズ 劇伴コレクション【完全初回生産限定】                                   | 2016年8月24日                          | |
| ストライクウィッチーズ＆ブレイブウィッチーズ45ソングス（リミックス＆リアレンジ）              | 2018年7月4日                           | |
| ストライクウィッチーズ&ブレイブウィッチーズ 主題歌BEST                                        | 2020年9月30日                          | |
| ストライクウィッチーズ キャラクターソング・コレクション ～Sweet Duet～                        | 2022年7月19日                          | |
| ストライクウィッチーズ15周年記念アルバム ショートサイズ99ヴァージョン!                        | 2023年7月26日                          | |
| テレビアニメ『ブレイブウィッチーズ』                                                          |                                        | |
| ブレイブウィッチーズ エンディング・テーマ コンプリート・コレクション                          | 2016年12月20日                         | |
| ブレイブウィッチーズ オリジナル・サウンドトラック                                             | 2016年12月21日                         | |
| ブレイブウィッチーズ 秘め歌コレクション Vol.1                                                 | 2017年3月1日                           | 雁淵ひかり＆雁淵孝美 |
| ブレイブウィッチーズ 秘め歌コレクション Vol.2                                                 | 2017年3月1日                           | 管野直枝＆ニッカ・エドワーディン・カタヤイネン＆ヴァルトルート・クルピンスキー |
| ブレイブウィッチーズ 秘め歌コレクション Vol.3                                                 | 2017年3月29日                          | ジョーゼット・ルマール＆下原定子 |
| ブレイブウィッチーズ 秘め歌コレクション Vol.4                                                 | 2017年3月29日                          | アレクサンドラ・I・ポクルイーシキン＆エディータ・ロスマン＆グンドュラ・ラル |
| ブレイブウィッチーズ 秘め歌コレクション Vol.5                                                 | 2017年7月12日                          | ニッカ・エドワーディン・カタヤイネン＆アレクサンドラ・I・ポクルイーシキン＆サーニャ・V・リトヴャク＆エイラ・イルマタル・ユーティライネン                                                                                          |
| ブレイブウィッチーズ 秘め歌コレクション Vol.6                                                 | 2017年7月12日                          | 雁淵ひかり＆管野直枝＆ヴァルトルート・クルピンスキー＆エディータ・ロスマン＆サーニャ・V・リトヴャク＆エイラ・イルマタル・ユーティライネン                                                                                         |
| ワールドウィッチーズシリーズ10周年記念 秘め歌コレクション特別版                               |                                        | |
| ワールドウィッチーズ10周年記念 秘め歌コレクション特別版 Vol.1 ロマーニャ編                    | 2018年12月5日                          | フランチェスカ・ルッキーニ＆シャーロット・E・イェーガー＆フェルナンディア・マルヴェッツィ＆ルチアナ・マッツェイ＆マルチナ・クレスピ                                                                                               |
| ワールドウィッチーズ10周年記念 秘め歌コレクション特別版 Vol.2 カールスラント編                | 2018年12月5日                          | ゲルトルート・バルクホルン＆エーリカ・ハルトマン＆グンドュラ・ラル＆ヴァルトルート・クルピンスキー＆エディータ・ロスマン |
| ワールドウィッチーズ10周年記念 秘め歌コレクション特別版 Vol.3 西ヨーロッパ編                  | 2019年1月9日                           | ミーナ・ディートリンデ・ヴィルケ＆リネット・ビショップ＆ロザリー・ド・エムリコート・ド・グリュンネ＆黒田那佳＆ハインリーケ・プリンツェシン・ツー・ザイン・ウィトゲンシュタイン＆ハイデマリー・W・シュナウファー                   |
| ワールドウィッチーズ10周年記念 秘め歌コレクション特別版 Vol.4 扶桑海軍編                      | 2019年1月9日                           | 宮藤芳佳＆坂本美緒＆服部静夏＆竹井醇子＆雁淵孝美＆下原定子 |
| ストライクウィッチーズ501部隊発進しますっ!                                                    |                                        | |
| ストライクウィッチーズ 501部隊発進しますっ! オープニング・テーマ 「空が呼ぶほうへ」           | 2019年4月24日                          | |
| ストライクウィッチーズ 501部隊発進しますっ! エンディング・テーマ・コレクション                | 2019年6月26日                          | |
| ストライクウィッチーズ劇場版501部隊発進しますっ! ミュージック・コレクション                   | 2019年10月2日                          | |
| 新ワールドウィッチーズ 秘め歌コレクション特別版                                               |                                        | |
| 新ワールドウィッチーズ 秘め歌コレクション特別版 ヘルシンキ編                                  | 2019年9月11日                          | エイラ・イルマタル・ユーティライネン＆サーニャ・Ｖ・リトヴャク＆雁淵ひかり＆管野直枝＆ニッカ・エドワーディン・カタヤイネン＆アレクサンドラ・Ｉ・ポクルイーシキン＆ジョーゼット・ルマール                                          |
| 新ワールドウィッチーズ 秘め歌コレクション特別版 ディジョン編                                  | 2019年9月11日                          | ペリーヌ・クロステルマン＆リネット・ビショップ＆イザベル・デュ・モンソオ・ド・バーガンデール＆ジーナ・プレディ＆ジェニファー・Ｊ・デ・ブランク＆カーラ・Ｊ・ルクシック＆ 歌：黒田那佳＆ロザリー・ド・エムリコート・ド・グリュンネ |
| ストライクウィッチーズ 第501統合戦闘航空団歌唱集                                              |                                        | |
| ストライクウィッチーズ 第501統合戦闘航空団歌唱集 -シャーロット・E・イェーガー大尉-            | 2020年12月9日                          | 歌：シャーロット・E・イェーガー(CV:小清水亜美) |
| ストライクウィッチーズ 第501統合戦闘航空団歌唱集 -フランチェスカ・ルッキーニ少尉-             | 2020年12月9日                          | 歌：フランチェスカ・ルッキーニ(CV:斎藤千和) |
| ストライクウィッチーズ 第501統合戦闘航空団歌唱集 -服部静夏少尉-                               | 2020年12月9日                          | 歌：服部静夏(CV:内田彩) |
| ストライクウィッチーズ 第501統合戦闘航空団歌唱集 -ミーナ・ディートリンデ・ヴィルケ中佐-       | 2021年1月13日                          | 歌：ミーナ・ディートリンデ・ヴィルケ(CV:田中理恵) |
| ストライクウィッチーズ 第501統合戦闘航空団歌唱集 -エーリカ・ハルトマン中尉-                   | 2021年1月13日                          | 歌：エーリカ・ハルトマン(CV:野川さくら) |
| ストライクウィッチーズ 第501統合戦闘航空団歌唱集 -ゲルトルート・バルクホルン少佐-             | 2021年1月13日                          | 歌：ゲルトルート・バルクホルン(CV:園崎未恵) |
| ストライクウィッチーズ 第501統合戦闘航空団歌唱集 -サーニャ・V・リトヴャク中尉-                | 2021年2月3日                           | 歌：サーニャ・V・リトヴャク(CV:門脇舞以) |
| ストライクウィッチーズ 第501統合戦闘航空団歌唱集 -エイラ・イルマタル・ユーティライネン中尉-   | 2021年2月3日                           | 歌：エイラ・イルマタル・ユーティライネン(CV:大橋歩夕) |
| ストライクウィッチーズ 第501統合戦闘航空団歌唱集 -坂本美緒少佐-                               | 2021年2月3日                           | 歌：坂本美緒(CV:世戸さおり) |
| ストライクウィッチーズ 第501統合戦闘航空団歌唱集 -リネット・ビショップ曹長-                   | 2021年2月24日                          | 歌：リネット・ビショップ(CV:名塚佳織) |
| ストライクウィッチーズ 第501統合戦闘航空団歌唱集 -ペリーヌ・クロステルマン中尉-               | 2021年2月24日                          | 歌：ペリーヌ・クロステルマン(CV:沢城みゆき) |
| ストライクウィッチーズ 第501統合戦闘航空団歌唱集 -宮藤芳佳曹長-                               | 2021年2月24日                          | 歌：宮藤芳佳(CV:福圓美里) |
| 石田燿子デビュー25周年＆「ワールドウィッチーズ」10周年記念盤                                  |                                        | |
| ソラノウタ                                                                                    | 2018年12月19日                         | |
| ゲーム                                                                                        |                                        | |
| private wing                                                                                  | 2010年3月17日                          | |
| STRIKE WITCHES 〜あなたとできること〜                                                         | 2010年3月24日                          | |

### ドラマCD
- ストライクウィッチーズ 秘め話CD（ひめばなしぃーでぃー）
  - 秘め話CD1（娘Type Vol.1にて限定誌上通販[注 13]）
  - 秘め話CD2（娘Type Vol.2にて限定誌上通販）
  - 秘め話CD3（娘Type Vol.3にて限定誌上通販）
- ストライクウィッチーズ2 秘め録CD（ひめろくしぃーでぃー）
  - 秘め録CD 上（娘Type Vol.8,Vol.9にて限定誌上通販[注 14]）
  - 秘め録CD 下（娘Type Vol.10,Vol.11にて限定誌上通販）
- ストライクウィッチーズ Operation Victory Arrow 秘め説CD（ひめときしぃーでぃー）
  - 秘め説CD 上（ストライクウィッチーズ Operation Victory Arrow みんなの笑顔でデキたこと！にて販売[注 15]）
  - 秘め説CD 下（ストライクウィッチーズ Operation Victory Arrow みんなの想いでデキること！やKORDER.comにて販売）

### ライブDVD
- ストライクウィッチーズ みんながいるからできること！ bis（2010年8月27日）

### ハイレゾ楽曲
- ストライクウィッチーズ テーマソング・コレクション【ORT】（2018年8月8日より各音楽配信サイトにて販売）

## 漫画・小説

### 「アフリカの魔女」シリーズ
ストライクウィッチーズ アフリカの魔女 Witch in Africa
2008年8月発行。原作者である島田フミカネや本作に関わった鈴木貴昭、野上武志らの共著による同人誌作品。アフリカ戦線のエース「アフリカの星」ことハンナ・ユスティーナ・マルセイユの活躍を主題とした、漫画および小説を収録。その他、アニメでは描ききれない部分についての世界設定メモなども記載されている。下記の通り、一部は一般の商業誌扱いの単行本として発売されて公式作品へと昇格している。
本書の内容は、本来テレビアニメ版DVDのブックレットに収録される予定であったものである。
野上武志による漫画「アフリカの魔女」は、1942年、北アフリカのハルファヤ峠を舞台に、アニメでは描かれなかった「男たちの戦い」を描く。
鈴木貴昭による小説「アフリカの星」は、元ウィッチの従軍記者を主人公に、地中海から北アフリカにかけてのアフリカ戦線の様子、そして「アフリカの星」マルセイユの人となりを描く。

ストライクウィッチーズ 砂漠の虎 Tiger in Desert
2008年12月発行。
野上武志による漫画「砂漠の虎」は、アフリカ戦線を舞台に、試作陸戦ストライカーユニット「ティーガー」開発チームの人間模様と奮戦を描く。
鈴木貴昭による小説「アフリカの星 鷲と月と太陽と」は、「アフリカの星」の続編。マルセイユの取材をきっかけに再び空を飛ぶことを決意した従軍記者の加東圭子が、現役復帰するまでの騒動を描く。

ストライクウィッチーズ 砂漠の虎 後編 Tiger in Desert vol.2
2009年8月発行。
野上武志による漫画「砂漠の虎」は、前作に引き続き、マルセイユおよび「ティーガー」開発チームの活躍を描く。
鈴木貴昭による小説「フクロウの朝」は、加東圭子の視点で、同じ扶桑のウィッチである稲垣真美の奮闘を描く。

ストライクウィッチーズ スフィンクスの魔女 VOL.01 THE WITCHES OF THE SPHINX
2010年4月発行。
野上武志による漫画「三将軍と扶桑の魔女」は、連合軍三将軍の内輪揉めと、その状況に負けずネウロイと戦うウィッチたちの活躍を描く。
鈴木貴昭による小説「嵐の前」は、マルセイユの提案による「アフリカ」部隊マーク完成までのプロセスを描く。

ストライクウィッチーズ スフィンクスの魔女 VOL.02 THE WITCHES OF THE SPHINX VOL.02
2010年8月発行。
野上武志による漫画「バザールで水煙草を」は、カイロ市民を守るために奮闘する、「アフリカ」を中心としたウィッチたちの姿を描く。
鈴木貴昭による小説「砂漠の夜の夢」は、「アフリカ」隊長である加東圭子の過去を、本人の視点で描く。

ストライクウィッチーズ スフィンクスの魔女 VOL.03 THE WITCHES OF THE SPHINX VOL.03
2011年5月発行。
野上武志による漫画「シャーロットへの贈り物」は、スエズ運河奪回作戦「スフィンクス」を背景にシャーロットたちの「家族」への想いを描く。
鈴木貴昭による小説「砂上のフェニックス」は、島田フミカネのウェブページ等でも紹介されているマルセイユが使い魔を失ったエピソード。

ストライクウィッチーズ スフィンクスの魔女 VOL.04 THE WITCHES OF THE SPHINX VOL.04
2011年12月発行。
野上武志による漫画「ホルスの目の中へ」は、スエズ運河奪回作戦「スフィンクス」において、大釜陣地に包囲されたロンメル率いる人類連合軍。その奮戦と稲垣真美のある悩みを描く。

ストライクウィッチーズ スフィンクスの魔女 VOL.05 THE WITCHES OF THE SPHINX VOL.05
2012年4月発行。
野上武志による漫画「西へ往く魔女」は、「アフリカの魔女」シリーズ完結編。スエズ運河奪回作戦「スフィンクス」の決着と、最後の大物ネウロイとの戦いが描かれる。
「陸戦ストライカー・イラストコラム」は、文：兼光ダニエル真・イラスト：A士による「アフリカの魔女」シリーズに登場した陸戦ストライカー解説イラストコラム。
兼光ダニエル真による小説「カプッツォの魔女」は、「カプッツォの獅子」ことハンネローレ・キュンメル大尉らカールスラント陸戦ストライカー部隊のアフリカでの活躍を描く。

ストライクウィッチーズ アフリカの魔女総集編 Witch in Africa Total Comic Collection
2011年6月発行。
既刊の野上武志による漫画「アフリカの魔女」「砂漠の虎（前後編）」に加えて、マルセイユが語るある地上攻撃魔女が地上に降りた顛末の物語を描く新作「スツーカの魔女」を収録。

戦国ウィッチーズ 本能寺の魔女
2009年8月発行。
野上武志による漫画「戦国ウィッチーズ 本能寺の魔女」は、扶桑史上最大の謎とされる、織田信長の本能寺脱出を描いた作品。
鈴木貴昭による小説「戦巫女の日 〜森乱丸〜」は、本能寺の変から大返しまでを描く。

ストライクウィッチーズ アフリカの魔女（商業誌版）
野上武志著。角川コミックス・エース。
同著者の同人誌作品であるアフリカの魔女と砂漠の虎を収録した商業誌。書き下ろしも一本収録されている。
なお、同人誌版ではセリフの吹き出しに英訳が添えられていたが、商業誌版では割愛され、日本語に統一されている。
「序章」は、アフリカの魔女のプロローグとして書き加えられた。これからの展開を予告編的にまとめた内容。
書き下ろしの「書類戦争の魔女」は、隊長として、書類仕事に忙殺される加東圭子と、その補佐をする金子主計中尉をめぐるエピソード。

ストライクウィッチーズ アンドラの魔女（商業誌版）
野上武志著。角川コミック・エース。
同著者の同人誌作品であるスツーカの魔女と本能寺の魔女を収録。同著者宛にアンドラ公国のファンから感想メールが届き、そのファンのために描いたアンドラの魔女も収録。劇中では、それぞれのエピソードを圭子やマルセイユらが語ってゆく形が取られている。
「アンドラの魔女」は、ピレネー山脈に存在する小国、アンドラ公国を守るウィッチのイリスと羊飼いのマリアの活躍を描く。
「アイガーの魔女」は、アルプスを越えてカールスラントの防衛に向かうウィッチを支援するため、アイガー北壁に航法用のマーカーを設置すべく登頂に挑戦する登山家、ジョージ・マロニーの物語。

ストライクウィッチーズ2 ヴィジュアルショートストーリー 500overs in Africa
『ストライクウィッチーズ2 オフィシャルファンブック コンプリートファイル』に収録。著者は鈴木貴昭。イラストは京極しん。
アニメ版第2期第10話の舞台裏を、マルセイユと共に501JFWにやってきた加東圭子の視点を通して描く短編ノベル。

ストライクウィッチーズ アフリカの魔女 ケイズ・リポート
角川スニーカー文庫から発売。著者は鈴木貴昭。口絵イラストは1巻と2巻が島田フミカネ、3巻は飯沼俊規。本文イラストは1巻が野上武志、2巻以降は飯沼俊規。
扶桑皇国陸軍の従軍記者で元ウィッチの加藤圭子が、取材を通して見たアフリカ戦線の様子を描く。やがてストーリーは、彼女が第31統合戦闘飛行隊「アフリカ」改め「ストームウィッチーズ」の隊長として活躍する姿を描くことになってゆく。
上記同人誌版の小説部分をまとめたもの。2巻以降は完全な書き下ろしとなっている。
| タイトル                                                | 発売日        | ISBN                   |
| 商業漫画                                                | 商業漫画      | 商業漫画               |
| ------------------------------------------------------- | ------------- | ---------------------- |
| ストライクウィッチーズ アフリカの魔女                   | 2012年1月23日 | ISBN 978-4-04-120085-8 |
| ストライクウィッチーズ アンドラの魔女                   | 2012年4月26日 | ISBN 978-4-04-120207-4 |
| 小説                                                    |               |                        |
| ストライクウィッチーズ アフリカの魔女 ケイズ・リポート  | 2012年3月1日  | ISBN 978-4-04-100210-0 |
| ストライクウィッチーズ アフリカの魔女 ケイズ・リポート2 | 2013年1月31日 | ISBN 978-4-04-100634-4 |
| ストライクウィッチーズ アフリカの魔女 ケイズ・リポート3 | 2014年2月28日 | ISBN 978-4-04-100859-1 |

### その他の漫画
単行本は角川コミックス・エース（KADOKAWA）から刊行。
| タイトル | 発売日                                | ISBN                                                    |
| ストライクウィッチーズ 蒼空の乙女たち | ストライクウィッチーズ 蒼空の乙女たち | ストライクウィッチーズ 蒼空の乙女たち                   |
| --- | ------------------------------------- | ------------------------------------------------------- |
| - コンプエースVol.3からVol.5まで連載、かずみ善幸著。 - 扶桑皇国本土を舞台に、新型ストライカー開発に関わる新人ウィッチ達の活躍が描かれる予定だったが、わずか3話目にて打ち切りとなる。打ち切りとなった理由は「角川の方針にあわなかった」ためであると、作者であるかずみが自身のブログで述べている。 |                                       |                                                         |
| ストライクウィッチーズ 天空の乙女たち |                                       |                                                         |
| - 月刊コンプエース2008年3月号から2009年1月号まで連載、たなか友基著。 - 「2008STRIKE AGAIN!」「2008再始動!」として、テレビアニメ企画の進行に合わせ連載を開始した。 - 芳佳がウィッチ候補生として横須賀で訓練を受ける物で、直接501部隊に入隊したTVアニメ版とはストーリーが繋がらないパラレルワールド作品となっている。第2巻では舞台はTVアニメと同じ501部隊に移るものの、芳佳を追ってきた横須賀の面々との絡みが中心になっている。 |                                       |                                                         |
| ストライクウィッチーズ 天空の乙女たち1 | 2008年7月26日                         | ISBN 978-4-04-715083-6                                  |
| ストライクウィッチーズ 天空の乙女たち2 | 2008年12月26日                        | ISBN 978-4-04-715152-9                                  |
| ストライクウィッチーズ キミとつながる空 |                                       |                                                         |
| - 娘TYPE Vol.3からVol.10まで連載、京極しん著。 - テレビアニメ第2期の企画の進行に合わせ連載を開始した。 - 第1期と第2期をつなぐストーリーで、501部隊の解散後に各地に散ったウィッチたちのその後が描かれる。アニメ版以外のメディアで設定が紹介されたウィッチがゲストとして登場し、元501部隊のメンバーと絡むという構成になっている。                                                                                               |                                       |                                                         |
| ストライクウィッチーズ キミとつながる空 | 2010年9月25日                         | ISBN 978-4-04-715539-8                                  |
| ストライクウィッチーズ キミと絆のカタチ |                                       |                                                         |
| - 月刊コンプエース2010年7月号掲載、うろたん著。 - テレビアニメ第2期の企画の進行に合わせ連載を開始した。 - 第1期より過去のストーリーで、まだ寄り合い所帯の色が濃い501部隊を精神的にまとめていく美緒の姿を、ペリーヌの視点を通して描く。 - 2010年10月の単行本発売もアナウンスされていたが、2010年8月号にて休載の告知が掲載されてから再開されず、第1話が掲載されたのみで事実上の打ち切り。                                       |                                       |                                                         |
| ストライクウィッチーズ零（ゼロ）1937 扶桑海事変 |                                       |                                                         |
| - 娘TYPE Vol.13から2012年1月号まで連載、にんげん著。 - 二巻では限定版も発売され、トイズワークスにいてんご坂本美緒（12歳Ver.）が付属した。 - 扶桑海事変前後の扶桑皇国を舞台に美緒の過去を描く。 - 『ストライクウィッチーズ零 1939 皇国の魔女』は続編だが、そちらは第2話まで掲載後、休載が続き事実上の打ち切りになっている。 |                                       |                                                         |
| ストライクウィッチーズ零 1937 扶桑海事変 | 2011年7月30日                         | ISBN 978-4-04-715739-2                                  |
| ストライクウィッチーズ零 1937 扶桑海事変2 | 2012年2月10日 2012年1月26日（限定版） | ISBN 978-4-04-120123-7 ISBN 978-4-04-900814-2（限定版） |
| ストライクウィッチーズ零（ゼロ）1939 皇国の魔女 |                                       |                                                         |
| - 娘TYPE 2012年5月号・6月号まで連載、にんげん著。 - 『ストライクウィッチーズ零（ゼロ）1937 扶桑海事変』の続編。 - 2012年7月号にて「しばらく休載します」との知らせが掲載されてから再開されることなく、事実上の打ち切り。 |                                       |                                                         |
| ストライクウィッチーズ 501部隊発進しますっ! |                                       |                                                         |
| - 4コマnanoエースVol.1からVol.18（2012年8月号増刊）まで連載、藤林真著。 - 501部隊の日常をコミカルに描いた4コマ漫画である。アニメ版と比べてキャラが著しく崩壊しており、ネウロイもほとんど登場しない。 - 本作以降も「○○部隊発進しますっ!」を銘打った続編が掲載されている。 |                                       |                                                         |
| ストライクウィッチーズ 501部隊発進しますっ!1 | 2012年3月3日                          | ISBN 978-4-04-120189-3                                  |
| ストライクウィッチーズ 501部隊発進しますっ!2 | 2012年10月26日                        | ISBN 978-4-04-120505-1                                  |
| ストライクウィッチーズ劇場版 501部隊発進しますっ! |                                       |                                                         |
| - 4コマnanoエース2013年1月号増刊から10月号増刊まで連載、藤林真著。 - 劇場版のストーリーをパロディ化した4コマ漫画である。ストーリー序盤のヴェネツィアの戦いの場面までが描かれていたが、4コマnanoエース休刊後は月刊少年エースに移籍し、2013年12月号より連載を再開していたが2016年2月号をもって最終回を迎え連載を終了した。 |                                       |                                                         |
| ストライクウィッチーズ劇場版 501部隊発進しますっ!1 | 2014年3月20日                         | ISBN 978-4-04-121050-5                                  |
| ストライクウィッチーズ劇場版 501部隊発進しますっ!2 | 2016年2月26日                         | ISBN 978-4-04-103939-7                                  |
| ストライクウィッチーズ 公式コミックアラカルト |                                       |                                                         |
| - コンプエース編集部が編集する公式のアンソロジーコミック。収録作品の一つである「小ぃサーニャα（たちきヤマト著）」が、4コマnanoエースにてVol.1より連載した。 |                                       |                                                         |
| ストライクウィッチーズ 公式コミックアラカルト | 2010年9月25日                         | ISBN 978-4-04-715524-4                                  |
| ストライクウィッチーズ 公式コミックアラカルト〜いっしょにできること〜 | 2011年2月26日                         | ISBN 978-4-04-715627-2                                  |
| ストライクウィッチーズ 公式コミックアラカルト〜みんなでできること〜 | 2011年7月30日                         | ISBN 978-4-04-715755-2                                  |
| ストライクウィッチーズ 公式コミックアラカルト〜もっといっしょにできること〜 | 2011年12月26日                        | ISBN 978-4-04-120086-5                                  |
| ストライクウィッチーズ 片翼の魔女たち |                                       |                                                         |
| - 月刊コンプエース2011年5月号から2012年8月号まで連載、しのづかあつと著。 - テレビアニメ第1期より少し前の時系列からのワイト島分遣隊を描いた作品で、まとまりがないワイト島分遣隊の精神的支柱になってゆくウィルマの活躍を描く。 |                                       |                                                         |
| ストライクウィッチーズ 片翼の魔女たち1 | 2012年1月26日                         | ISBN 978-4-04-120087-2                                  |
| ストライクウィッチーズ 片翼の魔女たち2 | 2012年9月26日                         | ISBN 978-4-04-120365-1                                  |
| ストライクウィッチーズ 小ぃサーニャ |                                       |                                                         |
| - 月刊コンプエースで連載、たちきヤマト著。 - ひょんなことから小さくなったサーニャと501部隊のコミカルパロディ漫画。元々は非公式の同人作品だったものが、公式漫画として登用された作品。 - ロゴは本来のものと似ているが、文字の角が丸くなっていたり、中央を飛ぶウィッチのシルエットがSDサーニャになっている等「かわいさ」を表現したものになっている。                                                                             |                                       |                                                         |
| ストライクウィッチーズ 小ぃサーニャ1 | 2012年2月26日                         | ISBN 978-4-04-120172-5                                  |
| ストライクウィッチーズ 小ぃサーニャ2 | 2013年2月26日                         | ISBN 978-4-04-120623-2                                  |
| ストライクウィッチーズ 小ぃさいズ |                                       |                                                         |
| - 月刊コンプエース2013年5月号より2016年2月号まで連載、たちきヤマト著。 - 劇場版と同時間軸を舞台に501部隊の使い魔が人型となってしまったコミカルパロディ漫画である。 |                                       |                                                         |
| ストライクウィッチーズ 小ぃさいズ | 2014年9月10日                         | ISBN 978-4-04-102108-8                                  |
| ストライクウィッチーズ 小ぃさいズ2 | 2016年2月26日                         | ISBN 978-4-04-103929-8                                  |
| ストライクウィッチーズ オーロラの魔女 |                                       |                                                         |
| - 娘TYPE2013年11月号より2014年12月号まで連載、京極しん著。 - サーニャと出会う前のエイラとニパとの交流を描いた作品である。 |                                       |                                                         |
| ストライクウィッチーズ オーロラの魔女1 | 2014年9月10日                         | ISBN 978-4-04-102031-9                                  |
| ストライクウィッチーズ オーロラの魔女2 | 2015年3月10日                         | ISBN 978-4-04-102884-1                                  |
| ストライクウィッチーズ 第501統合戦闘航空団 |                                       |                                                         |
| - 月刊少年エース2013年12月号より2016年3月号まで連載、水崎弘明著。 - テレビアニメ第1期を第一話から最終回までを忠実にコミカライズされている。 |                                       |                                                         |
| ストライクウィッチーズ 第501統合戦闘航空団1 | 2014年3月26日                         | ISBN 978-4-04-121049-9                                  |
| ストライクウィッチーズ 第501統合戦闘航空団2 | 2014年9月10日                         | ISBN 978-4-04-102109-5                                  |
| ストライクウィッチーズ 第501統合戦闘航空団3 | 2015年3月10日                         | ISBN 978-4-04-102110-1                                  |
| ストライクウィッチーズ 第501統合戦闘航空団4 | 2016年2月26日                         | ISBN 978-4-04-103938-0                                  |
| ストライクウィッチーズ 紅の魔女たち |                                       |                                                         |
| - 月刊コンプティーク2014年3月号より2015年10月号まで連載、しのづかあつと著。 - 「赤ズボン隊」を擁する第504統合戦闘航空団と、そこへ新たに加入したドミニカ・S・ジェンタイルの活躍を描く。 |                                       |                                                         |
| ストライクウィッチーズ 紅の魔女たち1 | 2014年9月10日                         | ISBN 978-4-04-102111-8                                  |
| ストライクウィッチーズ 紅の魔女たち2 | 2015年3月10日                         | ISBN 978-4-04-102112-5                                  |
| ストライクウィッチーズ 紅の魔女たち3 | 2015年11月10日                        | ISBN 978-4-04-103583-2                                  |
| ストライクウィッチーズ エーリカ・ハルトマン1941 |                                       |                                                         |
| - 月刊コンプエース2016年5月号から11月号まで連載、槌居著。 |                                       |                                                         |
| ストライクウィッチーズ エーリカ・ハルトマン1941 | 2016年9月26日                         | ISBN 978-4-04-104794-1                                  |
| ブレイブウィッチーズ 第502部隊発進しますっ! |                                       |                                                         |
| - ヤングエースUP 2016年10月18日より2017年6月27日連載、藤林真著。 - コメディ漫画『○○部隊発進しますっ!』シリーズのブレイブウィッチーズ版。 |                                       |                                                         |
| ブレイブウィッチーズ 第502部隊発進しますっ! | 2017年7月4日                          | ISBN 978-4-04-105891-6                                  |
| ブレイブウィッチーズ 第502統合戦闘航空団 |                                       |                                                         |
| - 単行本書き下ろし？2016年12月15日より2018年1月25日まで発売、櫛灘ゐるゑ著。 |                                       |                                                         |
| ブレイブウィッチーズ 第502統合戦闘航空団1 | 2016年12月15日                        | ISBN 978-4-04-104666-1                                  |
| ブレイブウィッチーズ 第502統合戦闘航空団2 | 2018年1月25日                         | ISBN 978-4-04-104667-8                                  |
| ブレイブウィッチーズ 公式コミックアラカルト |                                       |                                                         |
| - コンプエース編集部が編集する公式のアンソロジーコミック。ストライクウィッチーズ 公式コミックアラカルトとの関係は薄い？ |                                       |                                                         |
| ブレイブウィッチーズ 公式コミックアラカルト | 2016年12月26日                        | ISBN 978-4-04-104886-3                                  |
| ノーブルウィッチーズ 第506統合戦闘航空団 |                                       |                                                         |
| - 月刊コンプエース2017年7月号から2018年11月号まで連載、南房秀久ストーリー原案、槌居著。 |                                       |                                                         |
| ノーブルウィッチーズ 第506統合戦闘航空団1 | 2017年12月25日                        | ISBN 978-4-04-106305-7                                  |
| ノーブルウィッチーズ 第506統合戦闘航空団2 | 2018年4月26日                         | ISBN 978-4-04-106834-2                                  |
| ノーブルウィッチーズ 第506統合戦闘航空団3 | 2018年10月26日                        | ISBN 978-4-04-107603-3                                  |
| ブレイブウィッチーズPrequel オラーシャの大地 |                                       |                                                         |
| - 娘TYPE 2017年3月号より2017年4月号、コミックNewtype 2017年4月7日から2018年10月19日まで連載、築地俊彦ストーリー原案、月並甲介著。 |                                       |                                                         |
| ブレイブウィッチーズPrequel オラーシャの大地1 | 2017年11月24日                        | ISBN 978-4-04-106299-9                                  |
| ブレイブウィッチーズPrequel オラーシャの大地2 | 2018年11月26日                        | ISBN 978-4-04-107591-3                                  |
| ストライクウィッチーズ 501部隊発進しますっ!続 |                                       |                                                         |
| - ヤングエースUP 2018年12月11日より2019年7月2日まで連載、藤林真著。 - 劇場版よりさらに先の時間軸となっている。 |                                       |                                                         |
| ストライクウィッチーズ 501部隊発進しますっ!続 | 2019年7月26日                         | ISBN 978-4-04-108243-0                                  |
| ストライクウィッチーズ 501部隊発進しますっ! ROAD to BERLIN |                                       |                                                         |
| - ヤングエースUP 2021年1月10日から2月10日まで連載（2話まで掲載後、更新未定で実質打ち切り）、藤林真著。 |                                       |                                                         |

### その他の小説
角川スニーカー文庫（KADOKAWA）から刊行。
| タイトル | 発売日                                      | ISBN                                                   |
| ストライクウィッチーズ スオムスいらん子中隊 | ストライクウィッチーズ スオムスいらん子中隊 | ストライクウィッチーズ スオムスいらん子中隊            |
| --- | ------------------------------------------- | ------------------------------------------------------ |
| - 著者はヤマグチノボル。カバーイラストは島田フミカネ。口絵・本文イラストは上田梯子。 - アニメが大戦後期の西部戦線（1944・1945年）が舞台であり、いわばスーパーエースによるドリームチームの活躍の物語になっているのに対し、本シリーズは大戦初期のスオムッサルミの戦い（1939・1940年）が舞台となっており、厄介者扱いされて辺境の地に集められた半人前のウィッチたちの人間模様が描かれる。 - 四ノ巻は2009年初春発売予定であったが長らく延期し、著者本人も「出ないってことはない」「（設定について）いらん子を書くにあたって悩んでいることがある」と執筆には意欲的だったものの2013年4月4日に亡くなったため未完となった。 - 2018年10月1日より「サイレントウィッチーズ スオムスいらん子中隊ReBOOT!」のタイトルでフルリメイクされた。著者は築地俊彦。ヤマグチは「原案」としてクレジットされている。詳細は下記該当作品欄。 |                                             |                                                        |
| ストライクウィッチーズ壱の巻 スオムスいらん子中隊がんばる | 2006年9月30日                               | ISBN 978-4-04-424605-1                                 |
| ストライクウィッチーズ弐の巻 スオムスいらん子中隊恋する | 2007年2月28日                               | ISBN 978-4-04-424606-8                                 |
| ストライクウィッチーズ参ノ巻 スオムスいらん子中隊はじける | 2008年6月28日                               | ISBN 978-4-04-424607-5                                 |
| ストライクウィッチーズ 乙女ノ巻 |                                             |                                                        |
| - 著者は南房秀久。口絵イラストは島田フミカネ、本文イラストは上田梯子。 - テレビアニメ第1期のノベライズ。オリジナルエピソードも多数追加されており1巻から3巻までがTV版第1期の内容で4巻はTV版のサイドエピソードおよび1期と2期の間に当たる部分を補完する内容になっている。 |                                             |                                                        |
| ストライクウィッチーズ 乙女ノ巻 | 2008年8月1日                                | ISBN 978-4-04-473901-0                                 |
| ストライクウィッチーズ 乙女ノ巻2 | 2009年2月28日                               | ISBN 978-4-04-473902-7                                 |
| ストライクウィッチーズ 乙女ノ巻3 | 2009年7月31日                               | ISBN 978-4-04-473903-4                                 |
| ストライクウィッチーズ 乙女ノ巻4 | 2010年6月30日                               | ISBN 978-4-04-473904-1                                 |
| ストライクウィッチーズ2 |                                             |                                                        |
| - 著者は南房秀久。口絵イラストは島田フミカネ、本文イラストは京極しん。 - テレビアニメ第2期のノベライズ。前作同様オリジナルエピソードが追加されているほか、一部エピソードは芳佳およびその話のメインキャラ以外の登場人物の視点に置き換えられている。 |                                             |                                                        |
| ストライクウィッチーズ2 伝説の魔女達 | 2010年8月31日                               | ISBN 978-4-04-473905-8                                 |
| ストライクウィッチーズ2 天空より永遠に | 2010年9月30日                               | ISBN 978-4-04-473906-5                                 |
| ストライクウィッチーズ劇場版 -還りたい空- |                                             |                                                        |
| - 著者は南房秀久。口絵イラストは島田フミカネ、山川宏治、舟山有香、益子典子、本文イラストは飯沼俊規。 - ストライクウィッチーズ劇場版のノベライズ。本編では描かれなかった描写など、オリジナルストーリーが追加されている他、本編では登場しなかった人物も出演している。 |                                             |                                                        |
| ストライクウィッチーズ劇場版 -還りたい空- | 2012年3月31日                               | ISBN 978-4-04-100211-7                                 |
| ノーブルウィッチーズ |                                             |                                                        |
| - 著者は南房秀久。口絵イラストは島田フミカネ、本文イラストは飯沼俊規。 |                                             |                                                        |
| ノーブルウィッチーズ -第506統合戦闘航空団 飛翔- | 2015年1月1日                                | ISBN 978-4-04-102570-3                                 |
| ノーブルウィッチーズ2 -第506統合戦闘航空団 混戦！- | 2015年5月1日                                | ISBN 978-4-04-103094-3                                 |
| ノーブルウィッチーズ3 -第506統合戦闘航空団 結成！- | 2015年10月1日                               | ISBN 978-4-04-103095-0                                 |
| ノーブルウィッチーズ4 -第506統合戦闘航空団 暗雲！- | 2016年3月1日                                | ISBN 978-4-04-103095-0（通常版）                       |
| ノーブルウィッチーズ4 -第506統合戦闘航空団 暗雲！- | 2016年3月1日                                | ISBN 978-4-04-103834-5（オリジナルドラマCD付き同梱版） |
| ノーブルウィッチーズ5 -第506統合戦闘航空団 激闘！- | 2016年11月1日                               | ISBN 978-4-04-103952-6（通常版）                       |
| ノーブルウィッチーズ5 -第506統合戦闘航空団 激闘！- | 2016年11月1日                               | ISBN 978-4-04-103951-9（オリジナルドラマCD付き同梱版） |
| ノーブルウィッチーズ6 -第506統合戦闘航空団 疑心！- | 2017年5月1日                                | ISBN 978-4-04-105176-4（通常版）                       |
| ノーブルウィッチーズ6 -第506統合戦闘航空団 疑心！- | 2017年5月1日                                | ISBN 978-4-04-105177-1（オリジナルドラマCD付き同梱版） |
| ノーブルウィッチーズ7 -第506統合戦闘航空団 反撃！- | 2017年11月1日                               | ISBN 978-4-04-105662-2（通常版）                       |
| ノーブルウィッチーズ7 -第506統合戦闘航空団 反撃！- | 2017年11月1日                               | ISBN 978-4-04-105661-5（プレミアム特装版）             |
| ノーブルウィッチーズ8 -第506統合戦闘航空団 英雄！- | 2018年5月1日                                | ISBN 978-4-04-106527-3                                 |
| ブレイブウィッチーズPrequel |                                             |                                                        |
| - 著者は築地俊彦。口絵イラストは島田フミカネ、本文イラストは櫛灘ゐるゑ、くーろくろ。 |                                             |                                                        |
| ブレイブウィッチーズPrequel オラーシャの大地 | 2016年11月1日                               | ISBN 978-4-04-104730-9                                 |
| ブレイブウィッチーズPrequel2 オラーシャの幻影 | 2017年6月1日                                | ISBN 978-4-04-104731-6（通常版）                       |
| ブレイブウィッチーズPrequel2 オラーシャの幻影 | 2017年6月1日                                | ISBN 978-4-04-105679-0（オリジナルドラマCD付き同梱版） |
| ブレイブウィッチーズPrequel3 オラーシャの遠雷 | 2018年1月1日                                | ISBN 978-4-04-106360-6                                 |
| ストライクウィッチーズMemorial Episode いっしょだよ |                                             |                                                        |
| - 著者は佐伯昭志。口絵イラストは島田フミカネ、本文イラストは竹嶋えく。 |                                             |                                                        |
| ストライクウィッチーズMemorial Episode いっしょだよ | 2018年7月1日                                | ISBN 978-4-04-107089-5                                 |
| サイレントウィッチーズ スオムスいらん子中隊ReBOOT! |                                             |                                                        |
| - 著者は築地俊彦。カバーイラストは島田フミカネ。口絵、本文イラストは月並甲介。 - 本書の原案者であるヤマグチノボルが死去したために未完となっていた「ストライクウィッチーズ スオムスいらん子中隊」のフルリメイク版。 - もともとのいらん子シリーズがテレビアニメ「ストライクウィッチーズ」の放送以前に執筆されていたため現在の公式設定とは若干異なる部分があったが、本作ではそういった部分がアニメシリーズおよびその他の関連作品により確立していった設定に変更されている。 - プレミアム特装版はオリジナルドラマCDが付いている。 |                                             |                                                        |
| サイレントウィッチーズ スオムスいらん子中隊ReBOOT! | 2018年10月1日                               | ISBN 978-4-04-107248-6（通常版）                       |
| サイレントウィッチーズ スオムスいらん子中隊ReBOOT! | 2018年10月1日                               | ISBN 978-4-04-107249-3（プレミアム特装版）             |
| サイレントウィッチーズ2 スオムスいらん子中隊ReBOOT! | 2019年3月1日                                | ISBN 978-4-04-107251-6（通常版）                       |
| サイレントウィッチーズ2 スオムスいらん子中隊ReBOOT! | 2019年3月1日                                | ISBN 978-4-04-107250-9（プレミアム特装版）             |
| サイレントウィッチーズ3 スオムスいらん子中隊ReBOOT! | 2019年11月1日                               | ISBN 978-4-04-108524-0（通常版）                       |
| サイレントウィッチーズ3 スオムスいらん子中隊ReBOOT! | 2019年11月1日                               | ISBN 978-4-04-108531-8（プレミアム特装版）             |
| サイレントウィッチーズ4 スオムスいらん子中隊ReBOOT! | 2020年10月1日                               | ISBN 978-4-04-108525-7（通常版）                       |
| サイレントウィッチーズ4 スオムスいらん子中隊ReBOOT! | 2020年10月1日                               | ISBN 978-4-04-108523-3（プレミアム特装版）             |

## 3誌連動連載イラストコラム&インターネット「WORLD WITCHES」
島田フミカネによる雑誌やインターネットウェブページにて発表されるイラストコラム。
世界各地で活躍するウィッチたちの設定をイラストと、設定文によって紹介する。
『WORLD WITCHES』は、月刊娘TYPEにて「扶桑編」、月刊コンプティークにて「アフリカ編」、月刊コンプエースにて「ヨーロッパ編」の3誌連動エリア別隔月掲載され、画集に収録されている。ただし、月刊娘TYPEは2018年1月号をもって休刊となっている。
世界の機械化航空歩兵シリーズは、島田フミカネのウェブページ「digital bs tuners」に掲載。
『ワールドウィッチーズ 魔女たちの航跡雲 Contrail of Witches』のタイトルでななてる著により娘TYPE 2016年11月号より2018年1月号までコミカライズされており、単行本が発売されている。
| タイトル                                                   | 発売日                         | ISBN                           |
| 島田フミカネ THE WORLD WITCHES                             | 島田フミカネ THE WORLD WITCHES | 島田フミカネ THE WORLD WITCHES |
| ---------------------------------------------------------- | ------------------------------ | ------------------------------ |
| この節の 加筆 が望まれています。                           |                                |                                |
| 島田フミカネ THE WORLD WITCHES                             | 2014年2月21日                  | ISBN 978-4-04-110600-6         |
| 島田フミカネ THE WORLD WITCHES 2018                        | 2018年3月10日                  | ISBN 978-4-04-106210-4         |
| ワールドウィッチーズ 魔女たちの航跡雲 Contrail of Witches  |                                |                                |
| - 娘TYPE 2016年11月号より2018年1月号まで連載、ななてる著。 |                                |                                |
| ワールドウィッチーズ 魔女たちの航跡雲 Contrail of Witches1 | 2016年12月26日                 | ISBN 978-4-04-105026-2         |
| ワールドウィッチーズ 魔女たちの航跡雲 Contrail of Witches2 | 2017年6月26日                  | ISBN 978-4-04-105782-7         |
| ワールドウィッチーズ 魔女たちの航跡雲 Contrail of Witches3 | 2018年3月10日                  | ISBN 978-4-04-106696-6         |
| [icon]                                                     | この節の加筆が望まれています。 |                                |

## 朗読劇
2022年12月18日にKADOKAWAの主催により、昼夜合わせて全2公演で『朗読劇「ストライクウィッチーズ」』が、ところざわサクラタウン ジャパンパビリオン ホールAを会場に公演された。脚本は村上深夜、演出は田邊俊喜。「ストライクウィッチーズ ROAD to BERLIN」の最終回、ベルリン奪還が作戦成功した後日譚となる完全オリジナルストーリー。

## ラジオ

### ストライクウィッチーズ スターライトストリーム
2010年1月から2010年12月まで、毎週木曜日24:00 - 24:30にラジオ大阪の1314 V-STATION枠内で放送され、1日遅れてHiBiKi Radio Stationでネット配信されていた番組。全52回。また、娘TYPE Vol.9（2010年6月30日発売）に「娘TYPE出張版」として付録となった。現在、日本コロムビアより、オリジナルテーマ曲「Endless Chat〜アルヨルノオハナシ〜」を収録した、番組名と同じタイトルのラジオCDが発売されている。パーソナリティは門脇舞以（サーニャ役）と大橋歩夕（エイラ役）。

#### ゲスト
- 福圓美里（#7、娘TYPE出張版）
- 野川さくら（#34）

#### コーナー
- ふつおた　- 番組によせられたおたよりを紹介するコーナー。
- 全方位ラジオ広域探査　-　リスナーからラジオがどこで受信できたかを報告してもらうコーナー。
- 我ら夜間哨戒班　-　リスナーの悩みをサーニャ役の門脇舞以とエイラ役の大橋歩夕が解決するコーナー。
- サーニャの歌 第2章　-　サーニャ役の門脇舞以が、リスナーから送られたタイトルや歌詞をもとに即興で歌を歌うコーナー。
  - エイラの歌 第1章　-　エイラ役の大橋歩夕が歌う派生コーナー。
- 今日のエンジン音　-　ストライクウィッチーズに関するエンジン音をかけて、何の音かを当てるコーナー。
- 占い食堂！エイラにおまかせ 趣味編　-　エイラ役の大橋歩夕がリスナーの相談をタロットカードを使って占ってアドバイスを送るコーナー。
  - 占い食堂?サーニャにおまかせ 挑戦編　-　サーニャ役の門脇舞以が占う派生コーナー。
- ストライクミリタリーズ　-　ミリタリーに関するおたよりを紹介するコーナー。
- ダナダナ　-　エイラ役の大橋歩夕が、リスナーの嘆きに、語尾に「ダナ」をつけてばっさり斬っていくコーナー。

#### 階級
おたよりが読まれたり、『今日のエンジン音』のコーナーで正解したリスナーには、階級が授与される。所属は、第五〇一整備中隊。但し、『全方位ラジオ広域探査』のコーナーで読まれた場合は、第五〇一特務通信小隊所属となる。
初めて読まれると、二等兵に任命される。そこから読まれるごとに昇進し、伍長から軍曹へは昇進試験を、先任曹長からその先へは任官試験を経る必要がある。階級の順は二等兵、一等兵、上等兵、兵長、伍長、（昇進試験を経て）軍曹、曹長、上級曹長、先任曹長、（任官試験を経て）…となる。番組内では、先任曹長まで任命された。

#### テーマ曲
オープニング
- private wing（#1 - #25）
- Endless Chat〜アルヨルノオハナシ〜（#26 - #52）

エンディング
- ブックマーク ア・ヘッド Type-5（#1 - #25）
- Endless Chat〜アルヨルノオハナシ〜（#26 - #52）

### 501st JFW.OA〜第五〇一統合戦闘航空団公式放送〜
2011年3月10日から2016年9月23日まで音泉とHiBiKi Radio Stationで毎月10日、25日（ただし土日に当たる場合は直前の金曜日）に配信されていた番組。全134回。スターライトストリームの流れをくみ、階級制を維持している。二人一組のパーソナリティを月ごとに変える形で放送される。なお、6周目にあたる第73回からエイラ役の大橋歩夕が固定パーソナリティ(本人曰く、メインゲスト)となった。

#### パーソナリティ

##### 2011年
- 3月　門脇舞以（サーニャ役）、大橋歩夕（エイラ役）（#1,#2）
- 4月　田中理恵（ミーナ役）、世戸さおり（美緒役）（#3,#4）
- 5月　名塚佳織（リネット役）、沢城みゆき（ペリーヌ役）（#5,#6）
- 6月　福圓美里（芳佳役）、世戸さおり（美緒役）（#7,#8）
- 7月　野川さくら（エーリカ役）、園崎未恵（ゲルトルート役）（#9,#10）
- 8月　斎藤千和（フランチェスカ役）、小清水亜美（シャーロット役）（#11,#12）
- 9月　福圓美里（芳佳役）、門脇舞以（サーニャ役）（#13,#14） - 第13回（2011年9月9日更新）・第14回（2011年9月23日更新）には、大橋歩夕（エイラ役）も出演。
- 10月 田中理恵（ミーナ役）、野川さくら（エーリカ役）（#15,#16）
- 11月 園崎未恵（ゲルトルート役）、小清水亜美（シャーロット役）（#17,#18）
- 12月 世戸さおり（美緒役）、沢城みゆき（ペリーヌ役）（#19,#20）

##### 2012年
- 1月　名塚佳織（リネット役）、斎藤千和（フランチェスカ役）（#21,#22）
- 2月　福圓美里（芳佳役）、大橋歩夕（エイラ役）（#23,#24）
- 3月　福圓美里（芳佳役）、名塚佳織（リネット役）（#25）
  - 　福圓美里（芳佳役）、内田彩（静夏役）（#26）
- 4月　福圓美里（芳佳役）、内田彩（静夏役）、世戸さおり（美緒役）（#27・#28）
- 5月　野川さくら（エーリカ役）、園崎未恵（ゲルトルート役）（#29,#30）
- 6月　斎藤千和（フランチェスカ役）、小清水亜美（シャーロット役）（#31,#32）
- 7月　田中理恵（ミーナ役）、植田佳奈（ハイデマリー役）（#33,#34）
- 8月　名塚佳織（リネット役）、沢城みゆき（ペリーヌ役）（#35,#36）
- 9月　門脇舞以（サーニャ役）、大橋歩夕（エイラ役）（#37,#38）
- 10月 福圓美里（芳佳役）、斎藤千和（フランチェスカ役）（#39,#40）
- 11月 野川さくら（エーリカ役）、世戸さおり（美緒役）（#41,#42）
- 12月 園崎未恵（ゲルトルート役）、内田彩（静夏役）（#43,#44）

##### 2013年
- 1月　田中理恵（ミーナ役）、沢城みゆき（ペリーヌ役）（#45,#46）
- 2月　名塚佳織（リネット役）、大橋歩夕（エイラ役）（#47,#48）
- 3月　門脇舞以（サーニャ役）、小清水亜美（シャーロット役）（#49,#50）
- 4月　門脇舞以（サーニャ役）、大橋歩夕（エイラ役）（#51,#52）
- 5月　福圓美里（芳佳役）、森永理科（フェルナンディア役）（#53,#54）
- 6月　小清水亜美（シャーロット役）、広橋涼（ルチアナ役）（#55,#56）
- 7月　斎藤千和（フランチェスカ役）、水橋かおり（マルチナ役）（#57,#58）
- 8月　大橋歩夕（エイラ役）、高森奈津美（ニッカ役）（#59,#60）
- 9月　門脇舞以（サーニャ役）、植田佳奈（ハイデマリー役）、川澄綾子（ハインリーケ役）（#61,#62）
- 10月 田中理恵（ミーナ役）、原由実（サーシャ役）(#63,#64)
- 11月 名塚佳織（リネット役）、内田彩（静夏役）（#65,#66）
- 12月 世戸さおり（美緒役）、浅野真澄（醇子役）（#67,#68）

##### 2014年
- 1月　園崎未恵（ゲルトルート役）、伊藤静（マルセイユ役）（#69,#70）
- 2月　沢城みゆき（ペリーヌ役）、矢作紗友里（アメリー役）（#71,#72）
- 3月　大橋歩夕（エイラ役）、福圓美里（芳佳役）（#73,#74）
- 4月　大橋歩夕（エイラ役）、世戸さおり（美緒役）（#75,#76）
- 5月　大橋歩夕（エイラ役）、名塚佳織（リネット役）（#77,#78）
- 6月　大橋歩夕（エイラ役）、田中理恵（ミーナ役）（#79,#80）
- 7月　大橋歩夕（エイラ役）、園崎未恵（ゲルトルート役）（#81,#82）
- 8月　大橋歩夕（エイラ役）、内田彩（静夏役）（#83,#84）
- 9月　大橋歩夕（エイラ役）、斎藤千和（フランチェスカ役）（#85,#86）
- 10月 大橋歩夕（エイラ役）、小清水亜美（シャーロット役）（#87,#88）
- 11月 大橋歩夕（エイラ役）、沢城みゆき（ペリーヌ役）（#89,#90）
- 12月 大橋歩夕（エイラ役）、門脇舞以（サーニャ役）（#91,#92）

##### 2015年
- 1月　大橋歩夕（エイラ役）、福圓美里（芳佳役）（#93,#94）
- 2月　大橋歩夕（エイラ役）、名塚佳織（リネット役）（#95,#96）
- 3月　大橋歩夕（エイラ役）、たかはし智秋（エディタ役）（#97,#98）
- 4月　大橋歩夕（エイラ役）、門脇舞以（サーニャ役）（#99,#100）
- 5月　大橋歩夕（エイラ役）、世戸さおり（美緒役）（#101,#102）
- 6月　大橋歩夕（エイラ役）、沢城みゆき（ペリーヌ役）（#103,#104）
- 7月　大橋歩夕（エイラ役）、矢作紗友里（アメリー役）（#105,#106）
- 8月　大橋歩夕（エイラ役）、福圓美里（芳佳役）、佐藤有世（美千子役）（#107,#108）
- 9月　大橋歩夕（エイラ役）、高森奈津美（ニッカ役）（#109,#110）
- 10月 大橋歩夕（エイラ役）、原由実（サーシャ役）(#111,#112)
- 11月 大橋歩夕（エイラ役）、中村繪里子（黒田那佳役）(#113,#114)
- 12月 大橋歩夕（エイラ役）、川澄綾子（ハインリーケ役）（#115,#116）

##### 2016年
- 1月　大橋歩夕（エイラ役）、門脇舞以（サーニャ役）（#117,#118）
- 2月　大橋歩夕（エイラ役）、門脇舞以（サーニャ役）、名塚佳織（リネット役）（#119,#120）
- 3月　大橋歩夕（エイラ役）、園崎未恵（ゲルトルート役）、野川さくら（エーリカ役）（#121,#122）
- 4月　大橋歩夕（エイラ役）、小清水亜美（シャーロット役）（#123,#124）
- 5月　大橋歩夕（エイラ役）、世戸さおり（美緒役）、田中理恵（ミーナ役）（#125,#126）
- 6月　大橋歩夕（エイラ役）、斎藤千和（フランチェスカ役）（#127,#128）
- 7月　大橋歩夕（エイラ役）、沢城みゆき（ペリーヌ役）（#129,#130）
- 8月　大橋歩夕（エイラ役）、内田彩（静夏役）、佐藤有世（美千子役）（#131,#132）
- 9月　大橋歩夕（エイラ役）、福圓美里（芳佳役）（#133,#134）

#### コーナー
- ふつおた - 番組によせられたおたよりを紹介するコーナー。
- 劇場版ストライクウィッチーズ 予告編（劇場版公開後は、『続　劇場版ストライクウィッチーズ　予告編』） - リスナーに劇場版ではどういうセリフが出てくるのかを予想してもらうコーナー。ネタ的要素が高い。
- ストライクウィッチーズ シリーズ 予告編 - 『ストライクウィッチーズ 劇場版』のラストに示された「つづく」のその後を予想し、勝手に予告編をつくってしまおうというコーナー。ネタ的要素が高い。
- なるほど！ワールドミリタリークイズ - ストライクウィッチーズにちなんだミリタリーなクイズを出すコーナー。
- 占い食堂！エイラにおまかせ シーズンII、シーズンIII、シーズンIV、シーズンIV’ - エイラ役の大橋歩夕がタロットカードを使って、リスナーの悩みを解決するコーナー。
  - 園崎の出演回は台本を変更し独自でジングルを行っていたが、第83回からは正式に園崎によるコーナージングルが入るようになった。シーズンII、シーズンIIIの大橋が出演しない回は、エイラが基地から電話形式で出演した。
- 一言ドラマ劇場 - 与えられた一言セリフを演じてもらい、ストーリーを完成させていくコーナー。ストーリーはすでに完成済み。一言なのでバリエーションを考え、テイク数を1 - 5回までくじで引いて決める。
- ワールドウィッチーズクイズ - その回のパーソナリティを務めるウィッチに関することから出題されるクイズコーナー。ミリタリーに関することだけではなく、地元ネタや本人の使い魔ネタなど様々な角度からクイズを出題される。4週目から大橋が固定パーソナリティとなったため、毎回エイラの地元（スオムス）ネタを出すのが困難になり終了となった。
- ベストライクウィッチーズ（#93〜#134） - ストライクウィッチーズに関するいろんなランキングを作成するコーナー。「ストライクウィッチーズ シリーズ 予告編」と入れ替わりで新コーナーとなった。
- エイラのミリタリー講座 - エイラ役の大橋歩夕がミリタリーに関する「何か」を決められた3つのキーワードを使って解説をする（無茶ぶりな）コーナー。大橋の解説のあとにもう一人のパーソナリティが正解の解説を行う。

#### オープニング
- STRIKE WITCHES 〜わたしにできること〜 ( - 第85回)
- Connect Link (第86回 - )

#### エンディング
- ブックマーク ア・ヘッド （ - 第25回(奇数回)、第133回）
- Over Sky （ - 第24回(偶数回)、第119回 - 第123(奇数回)、第123回）
- 約束の空へ 〜私のいた場所〜 （第26回 - 第86回、第120回 - 第122回(偶数回)、第131回、第134回）

上記三曲は各回担当キャラが歌うバージョンを使用していた（「約束の空へ」は第26回と第120回、「ブックマーク ア・ヘッド」は第133回、「Over sky」は第119回以降に全員で歌うバージョンが使用された）。
- FLY AWAY （第87回 - 第93回）
- Fly Beyond （第94回、第96回、第99回、第100回）
- ストライクウィッチーズ Operation Victory Arrow vol.1 サン・トロンの雷鳴 秘め歌コレクション 収録曲より （第95回 - 第98回）
- ストライクウィッチーズ Operation Victory Arrow vol.2 エーゲ海の女神 秘め歌コレクション 収録曲より （第99回、第100回、第102回、第107回、第108回、第127回、第132回）
- Fly Chronicle （第101回）
- ストライクウィッチーズ Operation Victory Arrow vol.3 アルンヘムの橋 秘め歌コレクション 収録曲より （第103回 - 第106回）
- 夢空行進曲（第109回 - 第118回）
  - 第95回から第107回まで、エンディング前のストライクウィッチーズ Operation Victory Arrow vol.1〜3 秘め歌コレクションの曲紹介の曲がそのまま利用されている。
- Le ciel bleu (第130回）
- Going up (第126回、第128回、第129回）

### 連盟空軍広報局公式放送　LNAF.OA.ラジオワールドウィッチーズ
2016年10月7日から2017年12月25日までは音泉とHiBiKi Radio Stationで毎月10日、25日（ただし土日祝日に当たる場合は直前の平日）、2018年1月10日からは音泉とニコニコ動画のワールドウィッチーズチャンネルで毎月10日に配信されている番組。501st JFW.OA〜第五〇一統合戦闘航空団公式放送〜の流れをくみ、エイラ役の大橋歩夕がパーソナリティとなっている。ワールドウィッチーズチャンネルでは通常パートに加え会員限定パートが配信されている。

#### メインパーソナリティ
- 大橋歩夕 (エイラ役）

#### ゲストパーソナリティ

##### 2016年
- 10月　加隈亜衣（ひかり役）（#1）
- 10月　村川梨衣（直枝役）（#2）
- 11月　石田嘉代（クルピンスキー役）（#3）
- 11月　高森奈津美（ニッカ役）（#4）
- 12月　原由実（サーシャ役）（#5）
- 12月　五十嵐裕美（エディータ役）（#6）

##### 2017年
- 1月　末柄里恵（孝美役）（#7）
- 1月　水谷麻鈴（定子役）（#8）
- 2月　照井春佳（ジョゼ役）（#9）
- 2月　佐藤利奈（ラル役）（#10）
- 3月　高森奈津美（ニッカ役）（＃11）
- 3月（撮影時期は2016年年末頃）門脇舞以（サーニャ役）、加隈亜衣（ひかり役）、村川梨衣（直枝役）（Amazon出張版）
- 3月　原由実（サーシャ役）（＃12）
- 4月　加隈亜衣（ひかり役）（＃13）
- 4月　佐藤有世（美千子役）、村川梨衣（直枝役）（＃14）
- 5月　門脇舞以（サーニャ役）（#15）
- 5月　中村繪里子（那佳役）(#16)
- 6月　福圓美里（芳佳役）（#17）
- 6月　園崎未恵（ゲルトルート役）（#18）
- 7月　名塚佳織（リネット役）（#19）
- 7月　野川さくら（エーリカ、ウルスラ役）（#20）
- 8月　内田彩（静夏役）（#21）
- 8月　世戸さおり（美緒役）（#22）
- 9月　門脇舞以（サーニャ役）、加隈亜衣（ひかり役）、村川梨衣（直枝役）（＃23）
- 9月　佐藤有世（美千子役）（＃24）
- 10月 石田燿子（石田役）（#25）
- 10月 小清水亜美（シャーロット役）（#26）
- 11月 斎藤千和（フランチェスカ役）（＃27）
- 11月 水谷麻鈴（定子役）（＃28）
- 12月 田中理恵（ミーナ役）（＃29）
- 12月 福圓美里（芳佳役）（＃30）

##### 2018年
- 1月　加隈亜衣（ひかり役）（＃31）
- 2月　中村繪里子（邦佳役）（＃32）
- 3月　沢城みゆき（ペリーヌ役）（＃33）
- 4月　末柄里恵（孝美役）（＃34）
- 5月　石田嘉代（クルピンスキー役）（＃35）
- 6月　福圓美里（芳佳役）（＃36）
- 7月　門脇舞以（サーニャ役）（＃37）
- 8月　野川さくら（エーリカ、ウルスラ役）（＃38）
- 9月　下地紫野（智子役）（＃39）
- 10月 花守ゆみり（ハルカ）（＃40）
- 11月 行成とあ（エリザベス役）（＃41）
- 12月 石田燿子（石田役）（＃42）

##### 2019年
- 1月　門脇舞以（サーニャ役）（＃43）
- 2月　石田嘉代（クルピンスキー役）（＃44）
- 3月　名塚佳織（リネット役）（＃45）
- 4月　福圓美里（芳佳役）（＃46）
- 5月　小清水亜美（シャーロット役）（＃47）
- 6月　園崎未恵（ゲルトルート役）（＃48）
- 7月　田中理恵（ミーナ役）（＃49）
- 8月　加隈亜衣（ひかり役）（＃50）
- 9月　世戸さおり（美緒役）（＃51）
- 10月 内田彩（静夏役）（＃52）
- 11月 野川さくら（エーリカ、ウルスラ役）（＃53）
- 12月 五十嵐祐美（エディータ役）（＃54）

#### 2020年
- 1月　斎藤千和（フランチェスカ役）（＃55）
- 2月　名塚佳織（リネット役）（＃56）
- 3月　門脇舞以（サーニャ役）（＃57）
- 4月　福圓美里（芳佳役）（＃58）
- 5月　園崎未恵（ゲルトルート役）（＃59）
- 6月　石田燿子（石田役）（#60）
- 7月　世戸さおり（美緒役）（＃61）
- 8月　小清水亜美（シャーロット役）（＃62）
- 9月　田中理恵（ミーナ役）（＃63）
- 10月 野川さくら（エーリカ、ウルスラ役）（＃64）
- 11月 内田彩（静夏役）（#65）
- 12月 門脇舞以（サーニャ役）、植田佳奈（ハイデマリー役）（＃66）

#### 2021年
- 1月　福圓美里（芳佳役）（＃67）
- 2月　園崎未恵（ゲルトルート役）（＃68）
- 3月　高森奈津美（ニッカ役）（＃69）

#### コーナー

##### 通常パート
- OPボイスドラマ〈A〉
- ふつおた - 番組によせられたおたよりを紹介するコーナー。
- (BREAK)ブレイクウィッチーズ - ゆったりお茶をしながら小休憩のティータイムコーナー。
- ワールドミリタリーフィッチーズ - ミリタリーに関する「何か」と「何か」を大橋さんやゲストさんが仕分け。わかりやすく解説するコーナー。
- 502キャラクターランキング！ - ブレイクウィッチーズに関するランキングを作成するコーナー。（急ぎがちになってしまうとのことで＃29を最後に一旦中止）
- 501キャラクターランキング！ - ＃17-＃22、＃24-＃25に実施。上記のランキングの501版。
- 506キャラクターランキング！ ‐ ＃16限定で実施。上記のランキングの506版。
- EDボイスドラマ〈B〉

##### 会員限定パート
- ちなみにミリタリー講座（ちなミリ）‐ サイレントおじさんことKサプライの金子賢一が豊富なミリタリー知識を生かしてワールドミリタリーフィッチーズで出題された「何か」を解説するコーナー。
- 大橋巨匠大先生CEOの五芒星会社 - グッズの企画、提案をしていくコーナー。テーマやお題も決めて視聴者からの案も募集！
- エイラの歌2018 ‐ 長い沈黙を破って今ここに復活！ タイトルや歌詞を見ただけで即興ソングを作るコーナー。スターライトストリーム時代と同じく小型の鍵盤を使っている。
- エイラの歌2019
- エイラの歌2020
- エイラの歌2021
- リクエスト曲
- EDボイスドラマ〈C〉

#### テーマ曲

##### オープニング
- 「アシタノツバサ」

##### エンディング（#1-#30）
- 「LITTLE WING 〜Spirit of LINDBERG〜」 (#1-#9)
- ブレイブウィッチーズ 秘め歌コレクション Vol.1 収録曲
  - 「カラフルライフ」 (#10)
  - 「ブレイブ・ハート」 (#13)
  - 「MY HERO」（#15）
  - 「protect you」（#16）
- ブレイブウィッチーズ 秘め歌コレクション Vol.2 収録曲
  - 「ピースメーカー」 (#11,#14)
- ブレイブウィッチーズ 秘め歌コレクション Vol.4 収録曲
  - 「Moonlight Trip」 (#12)
- ブレイブウィッチーズ 秘め歌コレクション Vol.5 収録曲
  - 「HOMELAND」（#19）
  - 「幸せ色の日々」（#21）
- ブレイブウィッチーズ 秘め歌コレクション Vol.6 収録曲
  - 「LITTLE WING 〜Spirit of LINDBERG〜 Vol.13」（#18,#23）
  - 「Rock ON!!」（#20）
  - 「Eternal Bonds」（#22）
  - 「Dear My Freja」（#24）
- アシタノツバサ 収録曲
  - 「ソラノイロ」（#25-＃30）

##### 通常パート
- 「ソラノイロ」（#31-）

##### 会員限定パート(リクエスト曲と兼用）
- 「約束の空へ〜私のいた場所〜」（＃31）
- 「ブックマーク ア・ヘッド（Type-7)」（＃32）
- 「Le ciel bleu」（＃33）
- 「Heart」（＃34）
- 「ピースメーカー」（＃35）
- 「ソウルフレンズ（10th Anniversary Remix)」（＃36）
- 「Doki:doki Symphony（10th Anniversary Remix)」（＃37）
- 「2 hundred over（10th Anniversary Remix)」(＃38）
- 「Endless Sky（10th Anniversary Remix)」（＃39）
- 「Rock ON!!（10th Anniversary Remix)」（＃40）
- 「Over Sky(Type-12)」（＃41）
- 「Sweet duet(ボーカル新録）」（＃42）
- 「ブックマーク ア・ヘッド（Type-5)」(＃43)
- 「ピースメーカー（ボーカル新録）」（＃44）
- 「private wing」(＃45)
- 「空が呼ぶほうへ」（＃46）
- 「Treasure of life #3」（＃47）
- 「Treasure of life #4」（＃48）
- 「Treasure of life #12」（＃49）
- 「LITTLE WING~Spirit of LINDBERG~ Vol.9」（#50）
- 「Treasure of life エイラ&美緒Ver.」（#51）
- 「Treasure of life 芳佳&静夏Ver.」（#52）
- 「Treasure of life エイラ&エーリカVer.」（#53）
- 「ガーネット」（#54）
- 「Treasure of life #7」（＃55）
- 「Treasure of life #10」（＃56）
- 「Treasure of life エイラ＆サーニャVer.」(#57)
- 「約束の空へ〜私のいた場所〜 13人Ver.」（＃58）
- 「ブックマーク ア・ヘッド エイラ＆ゲルトルートVer.（Type-4＆6)」(＃59)
- 「空が呼ぶほうへ」（＃60）
- 「Treasure of life #5」（＃61）
- 「ムーンライト・セレナーデ」（＃62）
- 「時」（＃63）
- 「YAH！」（＃64）
- 「勇気の翼」（＃65）
- 「オラーシャ空軍　航空行進曲」（＃66）
- 「君の翼に憧れて」（＃67）
- 「カラフルエブリデイ　エーリカ＆ゲルトルートVer.」（＃68）
- 「Awesome Days!　ニッカ＆直枝Ver.」（＃69）

### ラジオCD
- ストライクウィッチーズ スターライトストリーム　
  - ストライクウィッチーズスターライトストリーム×娘TYPE 娘TYPE受信版ラジオCD（2010年6月30日発行・発売 月刊ニュータイプ8月号増刊 娘TYPE Vol.9 特別付録）
  - ストライクウィッチーズ スターライトストリーム（2010年12月8日発売）
  - ストライクウィッチーズ スターライトストリーム2（2011年4月27日発売）
- 501st JFW.OA〜第五〇一統合戦闘航空団公式放送〜
  - ストライクウィッチーズ 501st JFW.OA〜501統合戦闘航空団公式放送〜 1（2011年11月30日発売）

## ワールドウィッチーズチャンネル
2016年10月にニコニコ動画にて開設された月額制の有料チャンネル。当時は「ブレイブウィッチーズ 扶桑皇国チャンネル Presented by ニュータイプ」であったが、2018年1月よりストライクウィッチーズシリーズ10周年プロジェクトの一環としてリニューアルされ現在のチャンネル名になった。それに伴いこれまでインターネットラジオ配信サイト音泉にて配信されていた「連盟空軍広報局公式放送　LNAF.OA.ラジオワールドウィッチーズ」がこちらのチャンネルでも有料会員限定限定パートとともに配信されることとなった。
配信内容はアニメ出演声優＋αによるチャンネル生放送と上記のラジオである（生放送に関しては前半部分のみ非会員でも視聴可能）。生放送は後日パートごとにアーカイブが配信される。以下はワールドウィッチーズチャンネルのみを扱う。

### Barかよ-ペテルブルグ基地酒保-
2018年1月から3月まで放送された生放送企画第1弾。
ヴァルトルート・クルピンスキー役の石田嘉代がオーナー（MC）となりゲストが客として訪れるという形式で行われた生放送ラジオ番組。スタジオ内にバーカウンターを設置し、お酒などを飲みながら視聴者アンケートによって決められた話題などをもとにトークを繰り広げていく放送である。もともとはこのチャンネルの前身である「ブレイブウィッチーズ 扶桑皇国チャンネル」のおまけコーナーだったが、その人気からチャンネルリニューアル後初となる生放送企画第1弾として独立放送となった。

#### コーナー紹介
- アンケートオーダートーク - いくつかのトークテーマを視聴者アンケートによって決めトークをしていくコーナー。
- Barかよ回覧板 - 番組からのお知らせを伝えるコーナー。Kサプライからの新商品や角川文庫からの書籍情報やイベント情報など。
- リクエスト曲 - 視聴者からリクエストを募りその中から1曲を流すコーナー。
- どうしたんだい？子猫ちゃん - MCの石田佳代がゲストや視聴者の悩みを解決してくれるコーナー。
- ふつおた - 視聴者から寄せられたおたよりを紹介するコーナー。

#### 1月ゲスト（第1回）〈映像あり〉
- 園崎未恵（ゲルトルート役）　世戸さおり（美緒役）

#### 2月ゲスト（第2回）
- 野川さくら（エーリカ役）

#### 3月ゲスト（第3回）〈映像あり〉
- 五十嵐裕美（エディータ役）

### ニパっと笑顔で語らいたいねん
2018年4月から6月まで放送された生放送企画第2弾。
ニッカ・エドワーディン・カタヤイネン役の高森奈津美がMCとなりゲストと様々なコーナーを交えつつトークを繰り広げていく番組である。

#### コーナー紹介
- 語らいたいトークアンケート - いくつかのトークテーマを視聴者アンケートによって決めトークをしていくコーナー。
- break time - 番組からの告知コーナー。Kサプライからの新商品や角川文庫からの書籍情報やイベント情報など。
- リクエスト曲 - 視聴者からリクエストを募りその中から1曲を流すコーナー。
- アンケート - 5つのセリフらしきものを視聴者アンケートで決めるコーナーのようなもの。生放送画面には高森奈津美が描いた絵が表示されている。単に視聴者に聞くだけで特に何をするわけでもない。
- NATU・TAKAMOIの迷いの森 - 視聴者から寄せられた悩みをその場でワールドウィッチーズシリーズ関連書籍からランダムで選んだキャラクターのセリフで一蹴するコーナー。セリフの引きがあまりよくなく、現場に微妙な空気が流れるのが特徴である。セリフを選んだ当人らのダメージはかなりのもののようだ。
- ふつおた - 視聴者から寄せられたおたよりを紹介するコーナー。

#### 4月ゲスト（第1回）
- 門脇舞以（サーニャ役）

#### 5月ゲスト（第2回）
- 佐藤有世（美千子役）

#### 6月ゲスト（第3回）〈映像あり〉
- 名塚佳織（リネット役）

### 連盟空軍　広報活動（生）
2018年7月から9月まで放送された生放送企画第3弾。
宮藤芳佳役の福圓美里がMCを務め、「ワールドウィッチーズ みんながいたからデキたこと ！～10th Anniversary～」にて発表された新情報をもとにゲストとトークを繰り広げていく番組である。

#### 7月ゲスト（第1回）
- 加隈亜衣（ひかり役）

#### 8月ゲスト（第2回）
- 鳴海まい（ヴァージニア役）

#### 9月ゲスト（第3回）〈映像あり〉
- 小清水亜美（シャーロット役）
- 鳴海まい（ヴァージニア役）（おまけコーナーのみ）

#### コーナー紹介
- 連盟空軍選択式会話時間 - いくつかのトークテーマを視聴者アンケートによって決めトークをしていくコーナー。
- お知らせ - 番組からのお知らせを伝えるコーナー。Kサプライからの新商品や角川文庫からの書籍情報やイベント情報など。
- メール紹介 - 視聴者から寄せられたおたよりを紹介するコーナー。
- Barかよ渋谷店活動報告（第1回） - 2018年6月22日に開催されたBarかよ渋谷店の様子を簡潔にまとめたPVを公開。
- みんデキ活動報告（第1回-第2回） - 扶桑皇国工作員が収めた2018年7月8日に開催されたみんデキの映像公開やその時の感想を言うコーナー。
- 連盟空軍　入隊試験（第2回） - 鳴海まいに新始動した音楽隊ウィッチーズについて聞いたり、鳴海まい本人をクローズアップして質問したりするコーナー。
- 連盟空軍　幕僚会議（第2回-第3回） - ワールドウィッチーズからの大事なお知らせを伝えるコーナー。（なんとここにきて金子健一が不在）
- 最新球游器紹介（第3回） - 2018年10月1日より導入された「CRストライクウィッチーズWCA」を紹介するコーナー。
- 最新球游器実践編（第3回） - 「CRストライクウィッチーズ」のデモ機を実際に遊んだり福圓美里と小清水亜美で出玉勝負をしたりするコーナー。
- おまけ（第3回) - 公式サイトで使用する音楽隊ウィッチーズの3人の写真を視聴者アンケートによって決めるコーナー。

### おねーちゃんねる＆おねぇちゃんねる
2018年10月から2019年3月まで放送された生放送企画第4弾。
雁淵孝美役の末柄理恵がMCを務める。ことの発端はLNAF-OA第34回のメール紹介のコーナーにてリスナーからの「お姉ちゃん活かしの番組などやられてはどうか」という提案に始まる。それから7ヶ月の時を経て生放送番組として配信されることとなった。番組には毎回ゲストに加え、妹見習いとしてルミナスウィッチーズのメンバーが出演する。第3回放送は2018年12月28日に開催された「サトゥルヌス祭2018・表」にて会場から生放送で配信された。番組名は前半3回が「おねーちゃんねる」、第4回以降は「おねぇちゃんねる」となった。第5回放送ではそれまで非公開であったアイラ・ペイヴィッキ・リンナマーとエレオノール・ジョバンナ・ガションの声優が出演を果たした。「AnimeJapan 2019」ではKADOKAWAブースステージにて「おねぇちゃんねる＃出張版♪」が開催された。以下では妹見習いもゲストとして扱う。

#### 10月ゲスト（第1回）
- 大橋歩夕（エイラ役）
- 鳴海まい（ヴァージニア役）

#### 11月ゲスト（第2回）
- 石田燿子
- 鳴海まい（ヴァージニア役）

#### 12月ゲスト（第3回）
- 加隈亜衣（ひかり役）
- 大橋歩夕（エイラ役）
- 門脇舞以（サーニャ役）
- 鳴海まい（ヴァージニア役）
- 細川美菜子（いのり役）
- 藍本あみ（リュドミラ役）

#### 1月ゲスト（第4回）
- 園崎未恵（ゲルトルート役）
- 細川美菜子（いのり役）

#### 2月ゲスト（第5回）
- 鳴海まい（ヴァージニア役）
- 細川美菜子（いのり役）
- 藍本あみ（リュドミラ役）
- 真宮涼（アイラ役）
- 都月彩楓（エレオノール役）

#### 出張版ゲスト（出張版♪）
- 大橋歩夕（エイラ役）
- 門脇舞以（サーニャ役）
- 鳴海まい（ヴァージニア役）
- 細川美菜子（いのり役）
- 藍本あみ（リュドミラ役）

#### 3月ゲスト（第6回）
- 加隈亜衣（ひかり役）
- 藍本あみ（リュドミラ役）

#### コーナー紹介
- アンケートおねーちゃんトーク - いくつかのトークテーマを視聴者アンケートによって決めトークをしていくコーナー。
- おねーちゃんメモ - 番組からのお知らせを伝えるコーナー。CD情報やイベント情報など。
- エイラの歌2018出張版 - ラジオでおなじみのタイトルや歌詞を見ただけで即興ソングを作るコーナー。
- 歌のおねーちゃんトーク - ソラノウタについてトークするコーナー。
- ねぇねぇおねーちゃん - 妹たちを叱ったり褒めたりするコーナー。
- お便り紹介
- おねーちゃんに聞かせてごらん？ - ルミナスウィッチーズのゲストの3人にインタビューするコーナー。
- 妹ドラフト会議 - 加隈亜衣と末柄理恵と門脇舞以と大橋歩夕の4人で野球のドラフト会議さながらに自分の部隊に欲しいウィッチを指名していくコーナー。

### 純喫茶かよ/BarKAYO
2019年4月から9月まで放送された生放送企画第5弾。
一年ぶりに帰ってきた生ラジオ番組。番組前半は純喫茶（石田嘉代曰く全年齢）、後半はBarという二部構成。第5回放送はBarKAYO渋谷二号店のイベント会場から生配信された。放送毎にお客さん（ゲスト）一人とルミナスウィッチーズからアルバイトとして一人が出演する。以下では両者ともゲストとして扱う。

#### 4月ゲスト（第一夜）
- 野川さくら（エーリカ役）
- 間宮涼（アイラ役）

#### 5月ゲスト（第二夜）
- 下地紫野（智子役）
- 鳴海まい（ヴァージニア役）

#### 6月ゲスト（第三夜）
- 井坂瞳（キャサリン役）
- 都月彩楓（エレオノール役）

#### 7月ゲスト（渋谷二号店）
- 水谷麻鈴（定子役）
- 鳴海まい（ヴァージニア役）
- 細川美菜子（いのり役）
- 藍本あみ（リュドミラ役）
- 真宮涼（アイラ役）
- 都月彩楓（エレオノール役）
- 花川もも（マリア役）
- 結木美咲（マイアナ役）
- 琴坂みう（シルヴィ役）

#### 8月ゲスト（第五夜）
- 行成とあ（エリザベス役）
- 細川美菜子（渋谷いのり役）

#### 9月ゲスト（第六夜）
- 上田瞳（ルーデル役）
- 藍本あみ（リュドミラ役）

## コンピュータゲーム
以下のタイトルが発売及び配信された。
ストライクウィッチーズ -蒼空の電撃戦 新隊長 奮闘する!-（ラッセル、ニンテンドーDS、シミュレーションゲーム、2009年11月26日発売）
TV第1期の時間軸で、戦闘隊長の研修のために501JFWに一時的に加わった竹井醇子が主人公。
ストライクウィッチーズ -あなたとできること A Little Peaceful Days-（ラッセル、PlayStation 2、アドベンチャーゲーム、2010年5月27日発売）
TV第1期の時間軸で、無人島での野外演習を行うことになった501JFWの面々による2週間にわたるサバイバルが展開する。諏訪天姫と中島錦も登場している。
ストライクウィッチーズ 白銀の翼（サイバーフロント、Xbox 360、シューティングゲーム、2010年7月29日発売）
TV第1期の最終回からエピローグの間の2週間の空白部分が描かれる。
501JFWの解散後、その機材を504JFWに引き渡すために空母天城に乗り込んだ芳佳たちは、突然出現したウォーロック型ネウロイ（ネウロック）を追撃するため、そのままカールスラントへ向かうことになる。竹井醇子・中島錦も使用可能キャラとして参戦している。
ストライクウィッチーズ2 いやす・なおす・ぷにぷにする（角川書店、ニンテンドーDS、アドベンチャーゲーム、2010年10月21日発売）
TV第2期の時間軸で、新たな501JFW基地の整備に携わるウィッチ達の奮闘が描かれる。芳佳が自身の治癒魔法によるスキンシップを行うことがゲームの主軸となっている。
ゲストとして504JFWの赤ズボン隊三人組が登場する。
ストライクウィッチーズ 白銀の翼（角川ゲームス、PlayStation Portable、シューティングゲーム、2012年6月28日発売）
Xbox 360で2010年7月29日に発売された同名ゲームの移植版。今作では『完全版』となっており、Xbox 360版で有料ダウンロードコンテンツ（DLC）であった竹井醇子・中島錦が最初から使えるほか、追加シナリオやタイムアタックモードも標準装備となっている。
ストライクウィッチーズ2 蒼空の絆（NHN PlayArt、Android端末、2013年11月14日配信。ハンゲーム（PC用ブラウザゲーム）、2013年11月28日配信。すべて2014年4月8日終了）
キャラクターを選択し、少数の部隊を組ませネウロイを捜索し、撃破を目的とする。衣装によって能力が変わり、ボイスも聞ける。
ストライクウィッチーズ 軌跡の輪舞曲（スーパーアプリ、Mobage、2015年10月27日配信。iOS端末、2015年11月18日配信。Android端末、2015年11月18日配信。PCブラウザ版、2016年2月12日配信。Chrome Apps、2016年2月12日配信。GREE、2016年3月16日配信。すべて2018年2月28日終了）
プレイヤーが新人ウィッチとなって501JFWをサポートし、ネウロイの侵攻から世界を守る戦略的RPG。
TV第1期の時間軸から始まり、ストーリーを進めることで時間が進みガリアの復興ができるようになる。
501JFWのウィッチのほか、ガリア復興を進めることでマルセイユが使えるようになる。
ストライクウィッチーズ 軌跡の輪舞曲 Blitz（DMMゲームズ、2016年6月27日配信。2018年2月28日終了）
軌跡の輪舞曲のDMM版。
軌跡の輪舞曲と比べインターフェースがアップデートされており、DMM版だけのオリジナルカードや新機能「お風呂」が追加された。
ワールドウィッチーズ UNITED FRONT（フォワードワークス、KADOKAWA、フレンズライト、ケイブ(2021年6月28日まで)、Android/iOS端末、2020年10月13日配信。2023年8月31日終了）
見下ろし型360°全方位シューティングゲーム。略称はユナフロ。
操作キャラとなるウィッチ（同ウィッチでも衣装や二つ名違いの性能違い版あり）、それらの得意武器、性能を補助するメモリーズカード（ウィッチの一面が描かれたイラストカード）を組み合わせて、立ちはだかる敵を倒したり、スコアアタックで競うシステム。いずれのウィッチもシールドで敵の攻撃を防ぐことができ、これを利用したスコア稼ぎも可能。ウィッチ同士で編隊を組むこともでき、他のウィッチが連動して攻撃したりスキルを使用することができる。他のプレイヤーとのマルチプレイも可能。
本作の舞台はウィッチがいない世界で、登場するウィッチは元々いた世界からなぜか転移してきた設定。プレイヤーは突如として現れたネウロイから、転移してきたウィッチにより助けられた経緯から、本作オリジナル部隊である509統合戦闘航空団の司令となり、ウィッチと共にネウロイの侵攻に立ち向かっていく。ワールドウィッチーズ作中で登場するウィッチが登場するコンセプトであり、サービス開始時点では501JFWストライクウィッチーズ・502JFWブレイブウィッチーズ・506JFWノーブルウィッチーズのキャラクターを中心に登場。その他、ワールドウィッチーズ中で登場するキャラクターも随時登場する。

## コラボレーション
- オンラインゲーム
  - エミル・クロニクル・オンライン - 2011年6月24日から7月22日までコラボレーションアイテムくじが発売されている。
  - トイ・ウォーズ - 2011年5月23日からコラボレーションアイテムくじが発売されている。
  - 大戦略WEB - 2011年9月14日からメンバーを士官として雇用できるチケットが販売されている。
  - 灼眼のシャナ 封絶バトルR - 2017年8月9日から8月16日まで『軌跡の輪舞曲 Blitz』との相互コラボとしてコラボカード＆衣装が入手できた。
  - War Thunder - 2018年7月15日から8月1日まで専用の塗装やデカールが入手できた。　
  - 御城プロジェクト:RE〜CASTLE DEFENSE〜 - 2022年8月30日から9月13日まで専用のイベントとキャラクターが実装された。
- スマートフォンアプリ
  - アリス・ギア・アイギス　- ストライクウィッチーズの4キャラクター（再コラボで6キャラクター）がプレイアブルでゲスト登場。第一作の途中の時間軸で、互いの作品のキャラクターがとある異次元世界に引き込まれたコラボイベントストーリーで展開される。

## カフェ
- 2012年3月16日より3月25日の期間に秋葉原のキュアメイドカフェがコラボし『ストライクウィッチーズ カフェ』が開かれた。『劇場版』の公開に合わせて開催されたもので、店内がストライクウィッチーズの資料やグッズで装飾されオリジナルフードメニューが提供されている[72][73]。
- 2018年8月10日から9月24日の期間にNewType新宿および神戸三宮店にて『ワールドウィッチーズ10周年記念コラボカフェ』が開催された。店内には今までの作品のキービジュアルを使用した特製ポスターや、描き下ろしのスタンドパネルに場面写等が所せましと飾られ、オリジナルフードメニューとオリジナルドリンクメニューが提供されている。コラボ特典としてメニュー注文毎に特典カードが貰える[74][75]。
- 2018年12月よりプリンセスカフェとのコラボで『ワールドウィッチーズ×プリンセスカフェ』が開催された。開催店舗と期間は秋葉原店（12/8～2/11),名古屋店（12/8～1/20),大阪館店（12/15～1/27）,福岡店（12/17～1/14）。コラボフードとドリンクが提供されており特典として限定コースターが貰える。加えてグッズ販売もしておりアクリルキーホルダーや特大ブランケットなど限定商品を多数取り揃えている[76]。

## パチスロ
2015年8月にオーイズミよりリリース。液晶演出などはTVシリーズ第1期がベースで、一部新規映像も使われている。

## パチンコ
2018年10月にSANYOよりリリース。録り下ろしのストーリー「秘めパチ」を含んだ仕様でコピーライトは「2007 第501統合戦闘航空団」。続編「ストライクウィッチーズ2」が2022年にリリース。